# Bad Orb

Stadtgebiet von Bad Orb

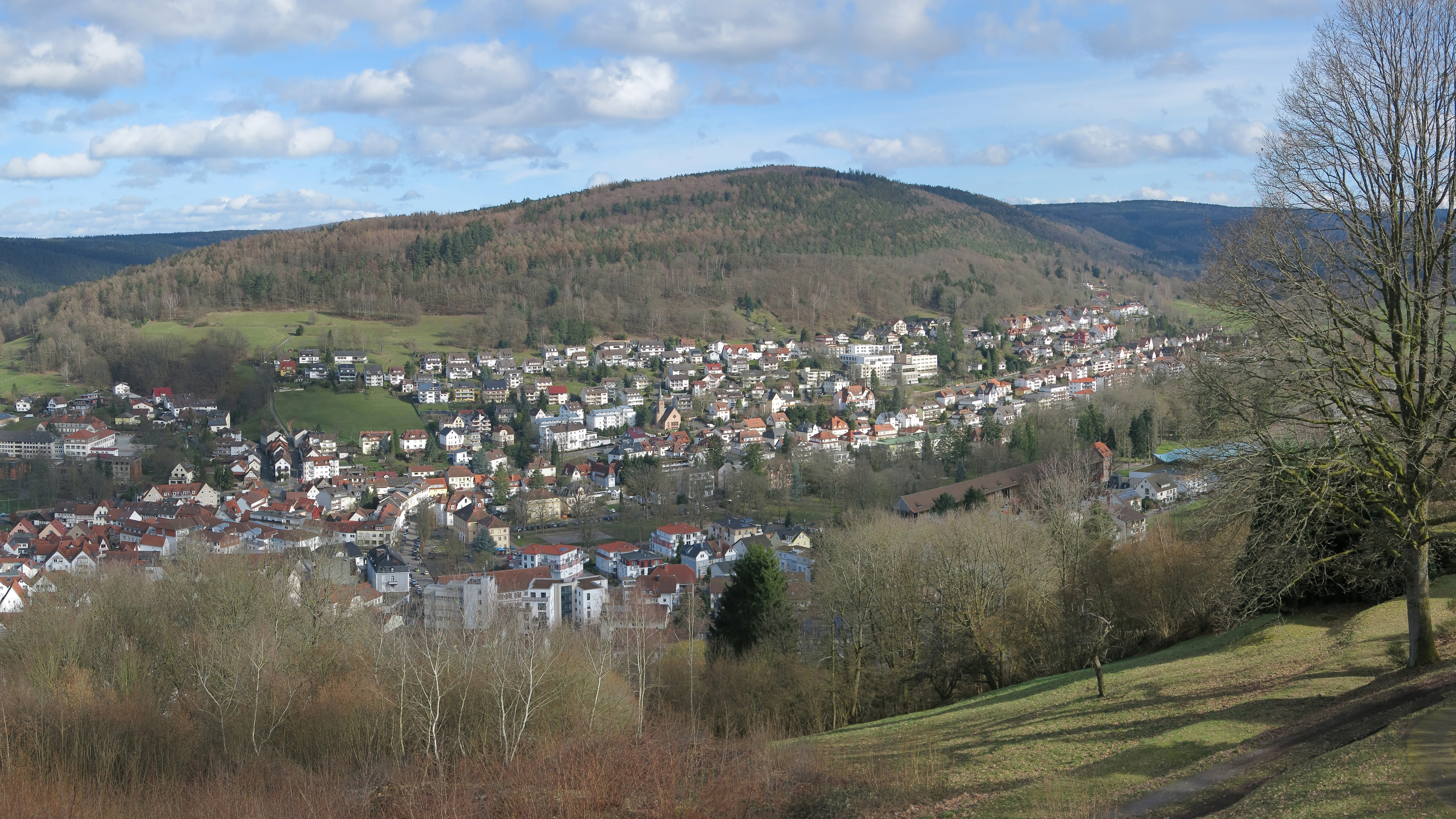
Blick vom Wartturm auf Stadt und Wintersberg

Bad Orb (bis 1909 Orb) ist eine Kurstadt im Main-Kinzig-Kreis in Hessen. Sie liegt zwischen bewaldeten Bergen im Naturpark Spessart, einem der größten zusammenhängenden Waldgebiete Deutschlands. Der von Schlüchtern durch den Spessart nach Großheubach bei Miltenberg verlaufende „Eselsweg“ führt an Bad Orb vorbei. Auf dieser alten Handels- und Salzstraße wurde in früheren Zeiten das Orber Salz zur Verschiffung an den Main transportiert.
Bei Bad Orb befindet sich auch das Frankfurter Schullandheim Wegscheide. Es wurde 1920 als Kindererholungsstätte, auf dem Gebiet des ehemaligen Militärlagers, das zum Truppenübungsplatz Orb gehörte, gegründet und war während der Zeit des Nationalsozialismus ein Kriegsgefangenenlager.

## Geografie

### Geografische Lage
Bad Orb liegt in den Tälern der Orb und ihrer Nebenflüsse Haselbach und Leimbach auf einer Höhenlage von 189 m ü. NHN umgeben von zumeist bewaldeten Bergen und Höhenzügen des Spessarts. Im Westen liegt der Molkenberg (293 m). Im Norden verläuft ein Höhenzug, der vom Aufenauer Berg (234 m) bis zur markanten Großen Kuppe (411 m) und zum Markberg (516 m) ansteigt. Im Südosten erhebt sich der im unteren Bereich besiedelte Wintersberg (434 m). Im Süden befinden sich der Pfarrküppel (461 m) und die höchsten Erhebungen in der Gemarkung, der Horstberg (540 m), die Bieberhöhe (533 m) und der Hohe Berg (521 m). Nach Nordwesten öffnet sich die Landschaft zum Kinzigtal hin. Die dort hinaus führende Landesstraße L3199 trifft an ihrem Ende, der „Eisernen Hand“, auf die im Kinzigtal verlaufende Autobahn A 66 bzw. die Bundesstraße B 276.

### Ausdehnung des Stadtgebiets
Die Stadt besteht nur aus der Gemarkung Orb (Gmk.-Nr. 60981). Der topographisch höchste Punkt der Stadt befindet sich mit 540 m ü. NN auf dem Gipfel des Berges Horst im südlichsten, bewaldeten und nicht besiedelten Teil der Gemeinde.

### Nachbargemeinden
Bad Orb grenzt im Norden an die Städte Wächtersbach und Bad Soden-Salmünster, im Osten an den gemeindefreien Gutsbezirk Spessart, im Süden an die Gemeinde Jossgrund sowie im Westen an die Gemeinde Biebergemünd.
| Stadt Wächtersbach    | Stadt Bad Soden-Salmünster                  | Stadt Bad Soden-Salmünster                  |
| Gemeinde Biebergemünd | Kompassrose, die auf Nachbargemeinden zeigt | Gutsbezirk Spessart (gemeindefreies Gebiet) |
| Gemeinde Biebergemünd | Gemeinde Jossgrund                          | Kinderdorf Wegscheide                       |

## Geschichte

### Urgeschichte
Unter den urgeschichtlichen Zeugnissen der Region findet sich ein in Leisenwald, einem Ortsteil von Wächtersbach, gefundenes Steinbeil.
Bereits um 650 v. Chr. war die Gegend keltisch besiedelt, wie der Ringwall Alteburg bei Biebergemünd und auch die Wolferburg bei Hesseldorf belegen. Ob die salzhaltigen Quellen den Kelten schon bekannt waren, ist indes nicht gesichert. Auch über die Zeit der Spätantike und des frühen Mittelalters ist wenig bekannt.

### Mittelalter
Die älteste erhaltene Erwähnung des Namens Orbaha findet sich in einer Urkunde von 1059, in der König Heinrich IV. dem Kloster Fulda den Wildbann über den Spessart verleiht. Der darin beschriebene Grenzverlauf bezieht sich mit diesem Namen auf den Fluss. Die eigentliche Ersterwähnung des Ortes erfolgte in einer Urkunde vom 2. Oktober 1064, in der Heinrich IV. die Besitzung Orbaha ... mit Burg und ...Salzquellen ..., an die Kirche der Heiligen Stephan und Martin in Mainz, beziehungsweise den Erzbischof Siegfried I., der auch Erzkanzler des Reiches ist, schenkt.
Bad Orb erhielt um 1244, unter dem Stauferkaiser Friedrich II. die Stadtrechte, was auch das Prägen einer Münze, des Orber Hälblings (halber Pfennig), einschloss. Aus dieser Zeit stammen die Reste der Stadtbefestigung, wie Mauern und Tore. Territorial gehörte Orb in dieser Zeit zu Kurmainz. Von 1428 bis 1566 war die Stadt allerdings an die Grafen von Hanau (ab 1456: Grafschaft Hanau-Münzenberg) verpfändet. Während die Grafschaft Hanau-Münzenberg sich Mitte des 16. Jahrhunderts der Reformation zuwandte, blieb Orb so durch seine Rückkehr unter die Landeshoheit von Mainz römisch-katholisch.

### Neuzeit
Während des Dreißigjährigen Kriegs schenkte König Gustav Adolf von Schweden 1632 den mit ihm verbündeten Grafen von Hanau-Münzenberg die Stadt Orb. Sie konnten den neuen Besitz aber nur bis zur nächsten Wende des Kriegsgeschehens halten und verloren ihn 1634 wieder.
Durch den Reichsdeputationshauptschluss kam Orb zum Fürstentum Aschaffenburg, Oberamt Orb und Lohr, Amtsvogtei Orb. 1806 wurde das Fürstentum Aschaffenburg Teil des Primatialstaats Karl Theodor von Dalbergs, das Mitglied im Rheinbund war. Von 1810 bis 1813 lag Orb im Großherzogtum Frankfurt, Departement Aschaffenburg, Distrikt Orb. Als Ergebnis des Pariser Friedens kam Orb am 26. Juni 1814 zum Königreich Bayern, wo es im 1817 gegründeten Untermainkreis Sitz des Landgerichts Orb wurde. Am 1. Januar 1862 wurde aus den Landgerichten Gemünden und Orb das Bezirksamt Gemünden gebildet.
Bayern musste 1866 nach dem Ende des Deutschen Kriegs das Gebiet des Landgerichts Orb, mit Ausnahme von Aura, Deutelbach, Mittelsinn und Obersinn (Stand 1862) an das Königreich Preußen abtreten. Dort wurde es Teil des Kreises Gelnhausen, behielt aber als „Amtsbezirk Orb“ bis zum 31. März 1886, insbesondere kommunalverfassungsrechtlich, einen Sonderstatus.
Die Zugehörigkeit zu Preußen endete mit der Schaffung von Groß-Hessen 1945. Im Rahmen der Gebietsreform in Hessen wurde der Kreis Gelnhausen am 1. Juli 1974 aufgelöst und ging im Main-Kinzig-Kreis auf, zu dem auch Bad Orb seitdem gehört.

### Salzgewinnung und Solenutzung

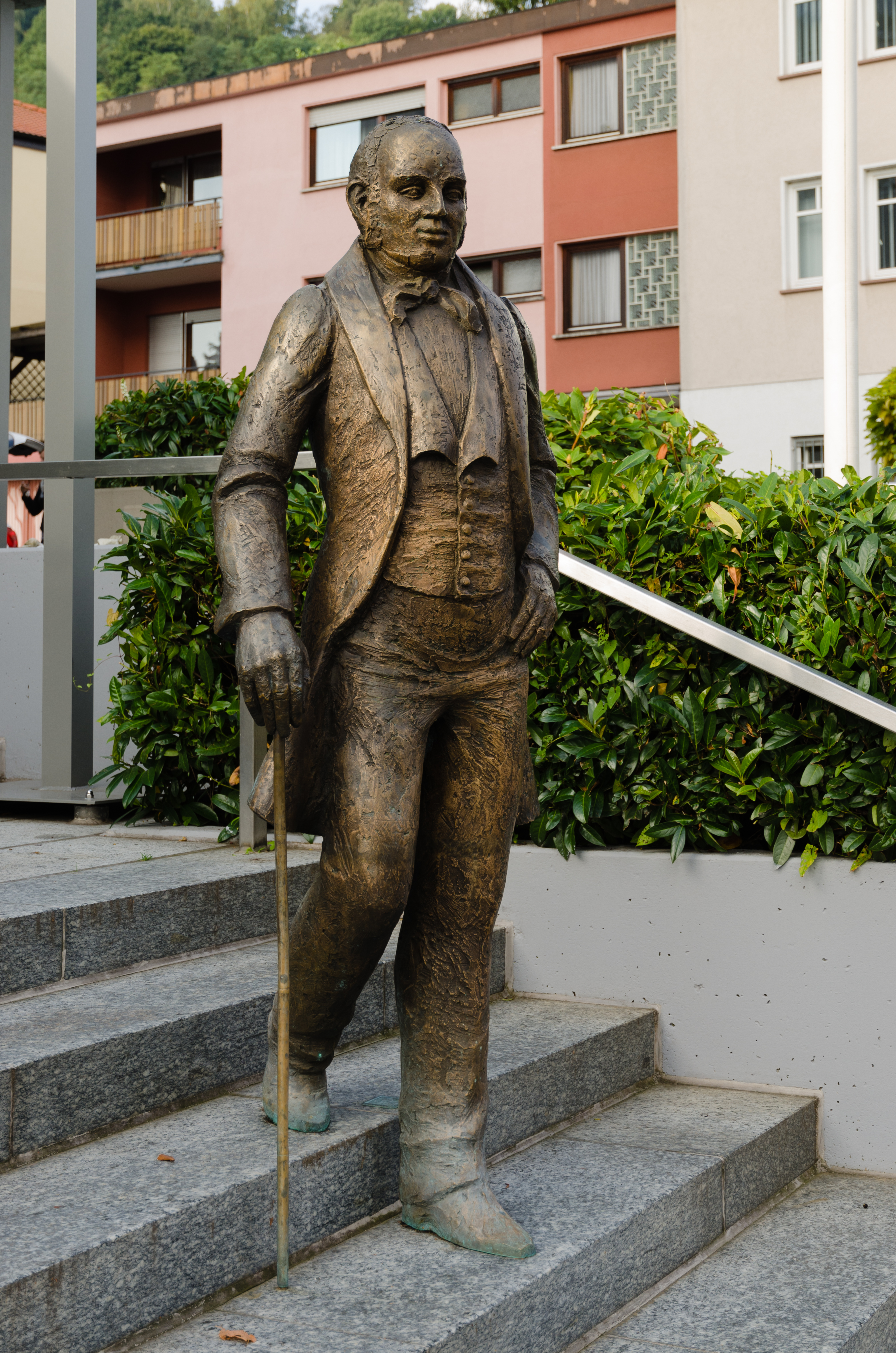
Christian Paschold: Denkmal für Franz Leopold Koch, vor der Kreissparkasse

Die Salzgewinnung aus mehreren Solequellen prägte das mittelalterliche und frühneuzeitliche Stadtbild bis zum 19. Jahrhundert. Die Salzgewinnung erfolgte anfangs innerhalb der Stadtmauern am heutigen „Solplatz“ durch Eindampfen der Sole in großen Sudpfannen. Die vorausgehende Eindickung und Reinigung der Sole erfolgten durch Gradieren: In großen Verdunstungskästen setzten sich Ton, Kalk und Gips ab und bildeten sogenannte „Gradiersteine“, die noch Abdrücke der Holzbohlen und Balken des Gradierkastens zeigen. Sie dienten später auch als Fundamente für Häuser an der Stadtmauer, neben dem Obertor. Ein solcher Gradierstein wurde 2002 beispielhaft am „Solplatz“ aufgestellt, weitere vor dem Museum in der Burg und im Orbtal.
Im 18. Jahrhundert wurde die langwierige und weniger effektive Kastengradierung aufgegeben. Außerhalb der Stadtmauern entstand – auf dem heutigen Kurparkgelände – vor allem auf Betreiben des Mainzer Amtmanns zu Lohr, Philipp Christoph von und zu Erthal, zwischen 1729 und 1748 eine neue Saline. Mit Sudhäusern, Salzmagazinen, Werkstätten und 10 Gradierwerken mit Schwarzdornreisig, wie sie bereits 1716 durch Joseph Todesco in Nauheim eingeführt worden waren, entsprachen sie dem Stand der Technik in dieser Zeit. In ihnen rieselte, auf einer Gesamtlänge von 2050 Metern die Sole. Sie wurde vielfach umgewälzt, um die Konzentration und Reinheit des salzhaltigen Wassers vor dem Siedevorgang zu erhöhen. Im 17. und 18. Jahrhundert erreichte die Produktion des „weißen Goldes“ in Orb, mit einer Jahresproduktionen von bis zu 2000 Tonnen Salz ihren Höhepunkt.
Bereits zu Beginn des 19. Jahrhunderts wurde angesichts der Konkurrenz, die an günstigeren Standorten, mit industriellen Gewinnungsverfahren betrieben wurden, die Salzproduktion aus den schwachen Orber Brunnensolen unrentabel. Erste Überlegungen entstanden, das Naturprodukt Sole alternativ auch medizinisch zu nutzen. 1837 gründete der in Erfurt geborene Apotheker Franz Leopold Koch (1782–1850), der 1807 nach Orb gekommen war, die erste Solbadeanstalt, mit acht Badekabinetten. Die Gebäude sind nicht mehr vorhanden. Seit 1909 ist Bad Orb staatlich anerkanntes Heilbad. Sanitätsrat Franz Josef Scherf, dem am Kurparkeingang ein Denkmal gesetzt wurde, verfestigte die Reputation Bad Orbs als Herzheilbad in der Weimarer Republik. Ab etwa 1900 etablierte sich der professionelle Kurbetrieb. 1912 wurde das Kaiser-Friedrich-Bad errichtet, das ebenfalls nicht mehr existiert.
| Jahr | Zahl der Kurgäste pro Jahr | Bemerkungen zur Zeit              |
| ---- | -------------------------- | --------------------------------- |
| 1900 | 1.968                      | Anlage des Kurparks               |
| 1914 | 5.012                      | Beginn des Ersten Weltkrieges     |
| 1928 | 9.388                      | Kurz vor Weltwirtschaftskrise     |
| 1938 | größer 10.000              | Im Dritten Reich vor Kriegsbeginn |
| 1952 | größer 20.000              | Beginnendes Wirtschaftswunder     |
| 1964 | größer 50.000              | Die Aufbaujahre                   |
| 1975 | 59.166                     | Die Boomjahre                     |
| 1987 | 61.963                     | Die Sättigung                     |
| 2024 | 62.931                     |                                   |

1884 gründeten zwei Brüder, der Pfarrer Friedrich Hufnagel und der Arzt Wilhelm Hufnagel, eine Kinderheilanstalt, in der Bäder mit Sole angewandt wurden. Die Anstalt wurde bis zum Jahr 1999 als eine Diakonie-Stiftung betrieben. Nach einer Insolvenz wurde diese Klinik zweimal weiterverkauft. Die heutige Spessart-Klinik ist eine Klinik für Kinder und Erwachsene und befasst sich u. a. mit Kardiologie.

### Siedlung Friedrichsthal in der Grauen Ruh
Der Mangel an Nahrungsmitteln für die rasch gewachsene Bevölkerung von Orb (um 31 % von 1763–1785) veranlasste die kurfürstliche Verwaltung, Ende des 18. Jahrhunderts, Ausschau nach möglichen landwirtschaftlichen Nutzflächen zu halten. Bald stellte sich heraus, dass von zwei eventuell tauglichen Distrikten nur die „Graue Ruh“, etwa eine Stunde Fußmarsch von Orb entfernt, für eine Ansiedlung in Frage kam. Auf eine öffentliche Ausschreibung meldeten sich 22 siedlungswillige Familien. Am 31. Juli 1787 wurde ein Ansiedlungsplan unter Bedingungen genehmigt. Er regelte unter anderem, dass:
- anfangs nur 10 Familien siedeln durften;
- die Siedler zunächst je 20 Morgen Ackerlandes erhielten, Weiteres sollten sie erst nach Urbarmachung des 1. Teiles erhalten;
- die Felder nur in Erbzins übernommen wurden und nur in eingeschränktem Maße unter die Erben aufgeteilt werden durften.
- Die Ansiedler zehn Jahre lang frei von Abgaben sind, „jedoch die Lasten Frohnde-Holzfuhren, gegen Beibehaltung der städtischen Bürgerrechte, der Beholzigung (Holzversorgung) und des Weidganges, gleich anderen Bürgern zu Orb leisten“, jedoch von Tor- und Nachtwachen frei waren,[17]

Die Siedler erhielten für die Neubauten einen Vorschuss von 150 Gulden, der nach sozialen Gesichtspunkten abgestuft rückzahlbar war, und konnten sofort mit dem Hausbau sowie Urbarmachung und Ackerbau beginnen. Im Frühjahr 1788 „waren schon 8 Wohnhäuser und 2 Scheuern errichtet“.
Der Weiler wurde Friedrichsthal genannt, weil er unter der Regierung des Kurfürsten Friedrich Karl Joseph von Erthal gegründet wurde. 1824 zählte man, in neun Wohnhäusern, zwölf Familien und 65 Seelen. Friedrichsthal war „rings um mit Wald oder öden Distrikten umgeben“.
Die schwierigen Anfangsbedingungen, das „unfruchtbare, teils aus schwarzem, mit Lettig (Lehm) vermischten und teils aus schwerem Sande bestehende Feld“ brachte schlechte Erträge. Auch Neurodungen brachten keine Verbesserung der wirtschaftlichen Verhältnisse. Es fehlte an Düngemitteln, da mangels guter Wiesen keine Viehzucht möglich war. Die neue Kolonie hat daher „den Gründungszweck nicht erreicht“. Die ehemals zum Mittelstand zählenden Bürger sanken ab zu Tagelöhnern, die aus Not häufig Waldfrevel begingen und die daraus folgenden Strafen durch Forstarbeit abarbeiten mussten. Die Kinder konnten nur im Winter die Schule besuchen.
„Bereits 30 Jahre nach Gründung wurde in dem „Aschaffenburger Departements-Blatt“ vom 9. Januar 1813 die Versteigerung eines Anwesens veröffentlicht“. Nach knapp 100 Jahren musste die Siedlung aufgegeben werden, denn „am 16. Juli 1879 schlossen die letzten Bewohner Friedrichsthals mit dem Forstfiskus einen Kaufvertrag ab. Nach Auflösung des Weilers sind 9 Familien nach Orb gezogen“. Sie gewannen z. T. das Baumaterial für ihre neuen Häuser aus dem Abbruch ihrer ehemaligen Behausung in der Grauen Ruh und transportierten es nach Orb.
Heute sind nur noch anhand von Kartenmaterial Standorte der ehemaligen Wohnhäuser, Scheunen und der Wasserentnahmestellen auszumachen. Zur Erinnerung an die Siedlung Friedrichsthal wurde in der Nähe ein Bildstock errichtet. Später kam eine Kapelle hinzu, in der noch jährlich Gottesdienste gefeiert werden. Den meisten Orbern ist auch der Scherzspruch bekannt: „In der Grauen Ruh werden die Pfannkuchen nur auf einer Seite gebacken“, der auf die Anordnung aller Häuser der Siedlung auf nur einer Wegseite zurückgeht.

### Die „Orber Revolution“ vom 2. März 1849
Im Pariser Frieden von 1814 wurde Orb bayerisch. Die in Bayern 1818 eingeführte neue Verfassung galt 1848 bereits als veraltet. So fehlte es unter anderem an einer Trennung von Justiz, Verwaltung und Polizei. Auch die Vorrechte des Adels waren nicht revidiert worden. Hinzu kamen wirtschaftliche Faktoren, wie die Missernten in den Jahren 1846 und 1847. Orb litt auch speziell noch durch den Niedergang der Salzproduktion, aufgrund der Konkurrenz des industriell geförderten Salzes.
Die in Frankfurt am 28. März 1848 verabschiedete Verfassung wurde vom bayerischen König abgelehnt. Republikanische und demokratische Bewegungen in Unterfranken forderten mehr Rechte für die Bevölkerung ein. In Orb wurden 100 Flugblätter gefunden, die von München kommend, „Schimpfreden gegen den König und die jetzigen Verhältnisse enthielten“. Im selben Jahr kam es zu judenfeindliche Ausschreitungen.
Eine Reihe von unaufgeklärten Straftaten, aus Not oder aus politischen Gründen begangen, führte letztlich zur Verlegung eines kleinen Truppenkontingents von Aschaffenburg nach Orb. Am 1. Dezember 1848 zogen 36 Soldaten in der zur Kaserne umfunktionierten Kleinkinderbewahranstalt am Untertor ein, 10 weitere Soldaten wurden im benachbarten Höchst stationiert. Eine solche, damals übliche Maßnahme, musste von der Gemeinde finanziert werden. Diese Tatsache erzeugte noch zusätzliche Unruhe und Unmut in der Bevölkerung.
Anfeindungen zwischen Bürgern und Soldaten, am 1. März abends, im Gasthaus „Zum Braunen Hirschen“ (in einem der Patrizierhäuser), führten zu tätlichen Auseinandersetzungen vor dem Gasthaus. Es gab Verletzte auf beiden Seiten. Die Soldaten wurden zum Rückzug in die Kaserne gezwungen. Sie blieben auch am Folgetag dort.
Am Nachmittag des 2. März wurde die Bevölkerung durch die Sturmglocke des Rathauses alarmiert. Dem Ruf folgte eine große Menge Bürger. Bewaffnet zogen sie zur Kaserne, nahm sie ein und vertrieb die Truppe. Noch im Abzug gab es Schusswechsel, mit verletzten Soldaten und Bürgern. Die Soldaten wählten, aus Furcht vor Hinterhalten, nicht den kürzesten Weg nach Aschaffenburg.
- Die Obrigkeit reagierte mit der Entsendung eines Exekutionskommandos. Mit 500 Soldaten, 70 Pferden und 4 Kanonen traf es am 5. März vor Orb ein. Von einer kleinen Anhöhe vor der Stadt aus (dem Amtmannsküppel) wurden Blindschüsse aus Kanonen abgegeben. Sie beeindruckten dermaßen, dass die Stadt ohne jeglichen Widerstand eingenommen werden konnte. Die Truppen wurden in der Stadt verteilt. Eine Reihe von Vorkehrungen sorgte dafür, die gewaltsam hergestellte Ruhe zu bewahren. Dazu zählte es, den Gebrauch der Ratsglocke zu verbieten und durch „ständige Manöver die Gefechtsbereitschaft öffentlichkeitswirksam zu demonstrieren“.[24][25]

Am 9. März wurden 207 Waffen der Bürger eingesammelt und konfisziert. In der folgenden Nacht wurden 17 Rädelsführer verhaftet und gleich am Folgetag, unter starker Bewachung, nach Aschaffenburg verbracht. Am 16. März zog auch ein großer Teil der Truppe ab, sodass nur noch 154 Soldaten verblieben.
Schon bald nach dem Geschehen, aber vergebens, versuchte der Landtagsabgeordnete Ignatz Schopp aus Orb „...ein Militärgerichtsverfahren gegen Soldaten des Orber Detachements in Gang zu bringen“. Im Ergebnis der schließlich erfolgten juristischen Aufarbeitung der „Revolution“ wurde Orb dazu verurteilt etwa ein Drittel der Kosten für das 500 Mann starke Kommando zu tragen. Aufwändiger war die Strafverfolgung der beteiligten Personen. Sie zog sich über drei Instanzen. Von 32 Beschuldigten wurden, in einem Schwurgerichtsverfahren, im Mai 1850, letztlich nur neun Personen verurteilt. Die seit Ende 1848, in Bayern eingeführten Schwurgerichte (eine wesentliche Forderung der Demokraten), urteilten von der Staatsgewalt unabhängige Bürger. So fielen die Urteile im Falle Orb relativ milde aus (zwischen 3 und 15 Monaten Haft). Nach 10 Jahren und diversen Eingaben wurde auch ein Teil der konfiszierten Waffen rückerstattet.

### Nationalsozialismus
Von Dezember 1939 bis April 1945 befand sich an der Wegscheide das Stammlager IX B. Die Kriegsgefangenen mussten beispielsweise bei der Salzgewinnung, in der lokalen und regionalen Industrie oder in der Landwirtschaft Zwangsarbeit leisten. Im Lager waren zwischen 20.000 und 30.000 Männer untergebracht. Viele starben am Mangel an Ernährung und Unterbringungen sowie an Typhus, alleine 1.430 russische Kriegsgefangene, die in Massengräbern begraben sind. Im Januar 1945 wurden 350 Männer in das KZ Buchenwald deportiert.

### Spuren jüdischen Lebens in Bad Orb

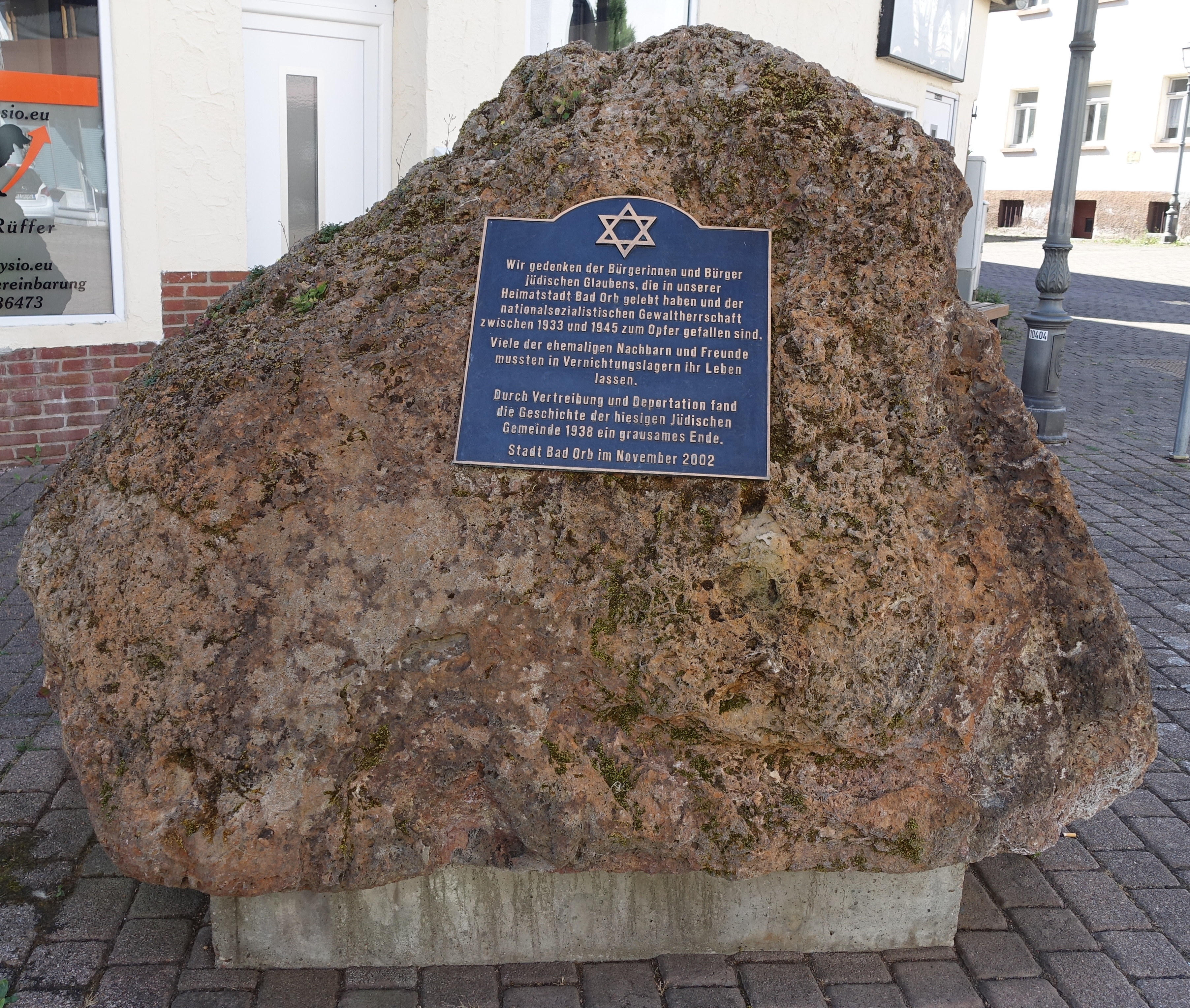
Gradierstein mit Gedenktafel für ehemalige Synagoge auf dem Solplatz

Schon im Spätmittelalter sind in Orb jüdische Mitbürger nachweisbar, sie fielen einer Judenverfolgung im 14. Jahrhundert zum Opfer. Im 15. Jahrhundert standen Juden dort unter dem Schutz der Grafen von Hanau. 1725 trat die Stadt Orb der jüdischen Gemeinde einen Platz zur Errichtung eines Kirchhofs ab. Er wurde nach 1823, wegen seiner Stadtnähe, aus sanitären Gründen wieder geschlossen. Der Platz wurde später zum städtischen Holzhof. Danach, ab 1841 bis 1927, erfolgten Beerdigungen zunächst auf dem jüdischen Friedhof in Aufenau.
1870 wurde in Orb eine Synagoge eingeweiht: es „handelte es sich um einen zweigeschossigen Massivbau mit dem Haupteingang vom Solplatz. Vom Eingangsflur führte eine Treppe zur Empore und der Lehrerwohnung im Obergeschoss sowie zu einem rituellen Bad im Keller. Im Erdgeschoss war links vom Eingang die Schulstube, rechts befand sich der Betsaal“. Die Stadtgeschichte weist für das Jahr 1904 sechzehn jüdische Familien aus, aus denen drei Männer Mitglieder des Stadtrats waren. Die Zahl jüdischer Bewohner im 19. und bis Anfang des 20. Jahrhunderts lag etwa konstant zwischen 75 und 90 Personen. Durch ihre Verfolgung und Ermordung im Holocaust durch den NS-Staat ist das Zusammenleben mit den jüdischen Bewohnern in Bad Orb zerstört, und diese schließlich aus Bad Orb vertrieben worden.
Heute gibt es in Bad Orb noch eine Reihe von Zeugnissen früheren jüdischen Lebens und Wirkens. Da ist zum einen eine Gedenktafel am Soleplatz. Befestigt an einem Gradierstein, weist sie darauf hin, dass es an diesem Platz bis 1938 eine Synagoge gab. Durch den Fortzug der jüdischen Bevölkerung, unter dem Nazidruck und die Veräußerung, blieb das Gebäude in der Reichspogromnacht am 9. November 1938, ähnlich wie in den Nachbarstädten Wächtersbach und Gelnhausen unangetastet.
An die jüdische Gemeinde und ihre Mitglieder, insbesondere an diejenigen, die im Dritten Reich unschuldig verfolgt wurden, erinnern auch diverse Stolpersteine, die in der Stadt zu finden sind. Schließlich gibt es in Bad Orb seit 1927 einen jüdischen Friedhof, der ab 1928 belegt wurde. Auf ihm wurden jedoch, wegen der Vertreibung aller jüdischen Mitbürger aus Bad Orb, bis 1935 nur 11 Gläubige bestattet. Seit April 2020 erinnert ein Gedenkstein, vor diesem Friedhof aufgestellt, und gestaltet von der Steinmanufaktur Scheler, an das Schicksal der Juden in Orb.
In Erinnerung bleibt auch der sehr angesehene jüdische Arzt Dr. Rudolf Weinberg. Er war ab etwa 1900 bis 1941 in Orb tätig. Nach ihm ist die Doktor-Weinberg-Straße benannt und auch ein Stolperstein erinnert an ihn.

### Die Sage des Peter von Orb

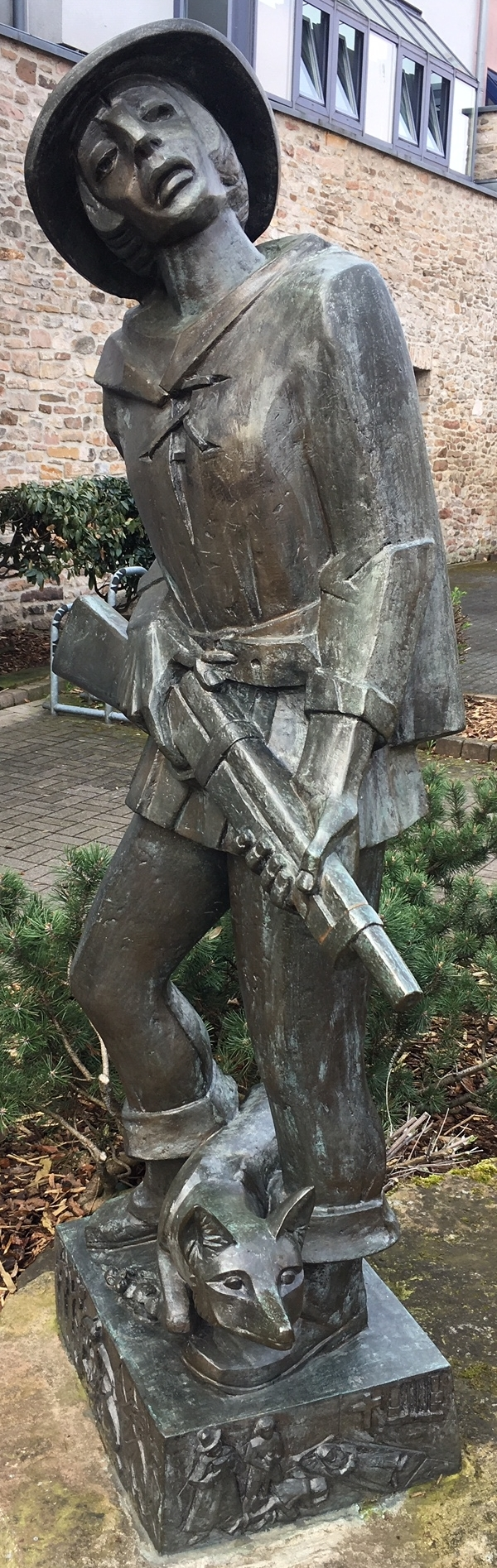
Hans Prasch: Peter von Orb und sein Fuchs

Aus der Spessartsagen-Sammlung Adalbert von Herrleins stammt die Geschichte um den Räuber Peter von Orb, der im Dreißigjährigen Krieg sein Unwesen trieb. Er wurde von der Obrigkeit gefangen genommen, im Wartturm auf dem Molkenberg eingesperrt und zum Hungertod verurteilt. Ein Fuchs, den der Protagonist gezähmt hatte und der seinen Herrn witterte, grub sich unter dem Turm zu ihm durch. Peter von Orb erweiterte den Gang und konnte fliehen. Er wurde nie mehr gesehen. Man fand aber den Fuchs, der ihn befreit hatte. Er wurde erschlagen und in dem Gang begraben, den er zur Befreiung seines Herrn gegraben hatte. Auf die Öffnung legte man einen schweren Stein, der Fuchsstein genannt wird und am Fuße des Wartturms zu sehen ist.
Vor einer Bank im Ortszentrum steht eine Bronzeplastik von Hans Prasch, die Peter von Orb und seinen Fuchs darstellt. Nach eigenen Angaben der Stadt Bad Orb sei dies womöglich die einzige Skulptur eines Räubers, der eine Bank „bewacht“.

## Politik

### Stadtverordnetenversammlung
Die Kommunalwahl am 14. März 2021 lieferte folgendes Ergebnis, in Vergleich gesetzt zu früheren Kommunalwahlen:
| Sitzverteilung in der Stadtverordnetenversammlung 2021Insgesamt 31 Sitze - SPD: 3 - Grüne: 7 - FWG: 6 - FBO: 3 - CDU: 12 | Parteien und Wählergemeinschaften | Parteien und Wählergemeinschaften           | % 2021 | Sitze 2021 | % 2016 | Sitze 2016 | % 2011 | Sitze 2011 | % 2006 | Sitze 2006 | % 2001 | Sitze 2001 |
| Sitzverteilung in der Stadtverordnetenversammlung 2021Insgesamt 31 Sitze - SPD: 3 - Grüne: 7 - FWG: 6 - FBO: 3 - CDU: 12 | CDU                               | Christlich Demokratische Union Deutschlands | 37,5   | 12         | 32,9   | 10         | 41,2   | 13         | 28,9   | 9          | 24,4   | 7          |
| Sitzverteilung in der Stadtverordnetenversammlung 2021Insgesamt 31 Sitze - SPD: 3 - Grüne: 7 - FWG: 6 - FBO: 3 - CDU: 12 | SPD                               | Sozialdemokratische Partei Deutschlands     | 9,0    | 3          | 21,1   | 7          | 35,3   | 11         | 33,8   | 10         | 32,9   | 10         |
| Sitzverteilung in der Stadtverordnetenversammlung 2021Insgesamt 31 Sitze - SPD: 3 - Grüne: 7 - FWG: 6 - FBO: 3 - CDU: 12 | FWG                               | Freie Wählergemeinschaft Bad Orb            | 18,8   | 6          | 16,3   | 5          | 21,9   | 7          | 27,9   | 9          | 31,9   | 10         |
| Sitzverteilung in der Stadtverordnetenversammlung 2021Insgesamt 31 Sitze - SPD: 3 - Grüne: 7 - FWG: 6 - FBO: 3 - CDU: 12 | FBO                               | Für Bad Orb                                 | 11,5   | 3          | 29,6   | 9          | —      | —          | —      | —          | —      | —          |
| Sitzverteilung in der Stadtverordnetenversammlung 2021Insgesamt 31 Sitze - SPD: 3 - Grüne: 7 - FWG: 6 - FBO: 3 - CDU: 12 | GRÜNE                             | Bündnis 90/Die Grünen                       | 23,2   | 7          | —      | —          | –      | –          | —      | —          | —      | —          |
| Sitzverteilung in der Stadtverordnetenversammlung 2021Insgesamt 31 Sitze - SPD: 3 - Grüne: 7 - FWG: 6 - FBO: 3 - CDU: 12 | FDP                               | Freie Demokratische Partei                  | –      | –          | —      | —          | 1,6    | 0          | —      | —          | —      | —          |
| Sitzverteilung in der Stadtverordnetenversammlung 2021Insgesamt 31 Sitze - SPD: 3 - Grüne: 7 - FWG: 6 - FBO: 3 - CDU: 12 | Bad Orber Liste-F.D.P.            | Bad Orber Liste-Freie Demokratische Partei  | –      | –          | —      | —          | —      | —          | 9,3    | 3          | 5,5    | 2          |
| Sitzverteilung in der Stadtverordnetenversammlung 2021Insgesamt 31 Sitze - SPD: 3 - Grüne: 7 - FWG: 6 - FBO: 3 - CDU: 12 | REP                               | Die Republikaner                            | –      | –          | —      | —          | —      | —          | –      | –          | 5,3    | 2          |
| Sitzverteilung in der Stadtverordnetenversammlung 2021Insgesamt 31 Sitze - SPD: 3 - Grüne: 7 - FWG: 6 - FBO: 3 - CDU: 12 | gesamt                            | gesamt                                      | 100,0  | 31         | 100,0  | 31         | 100,0  | 31         | 100,0  | 31         | 100,0  | 31         |
| Sitzverteilung in der Stadtverordnetenversammlung 2021Insgesamt 31 Sitze - SPD: 3 - Grüne: 7 - FWG: 6 - FBO: 3 - CDU: 12 | Wahlbeteiligung in %              | Wahlbeteiligung in %                        | 48,4   | 48,4       | 50,0   | 50,0       | 48,0   | 48,0       | 52,3   | 52,3       | 63,8   | 63,8       |

### Bürgermeister
Nach der hessischen Kommunalverfassung wird der Bürgermeister für eine sechsjährige Amtszeit gewählt, seit dem Jahr 1993 in einer Direktwahl, und ist Vorsitzender des Magistrats, dem in der Stadt Bad Orb neben dem Bürgermeister ehrenamtlich ein Erster Stadtrat und neun weitere Stadträte angehören. Bürgermeister ist seit dem 10. März 2022 Tobias Weisbecker (CDU), der in der Kommunalpolitik zuletzt Fraktionsvorsitzender seiner Partei war. Er setzte sich am 10. Oktober 2021 in einer Stichwahl gegen Amtsinhaber Roland Weiß, der sich um eine zweite Amtszeit beworben hatte, bei 43,0 Prozent Wahlbeteiligung mit 67,6 Prozent der Stimmen durch.
Amtszeiten der Bürgermeister
- 2022–2028 Tobias Weisbecker (CDU)[49]
- 2016–2022 Roland Weiß[50]
- 2010–2016 Helga Uhl
- 1998–2010 Wolfgang Storck (CDU)[54]
- 1986–1998 Hugo Metzler (CDU)
- 1968–1986 Robert Bauer (SPD)
- 1962–1968 Christian Weisbecker (CDU)
- 1945–1961 Anton Drisch (SPD)[55]
- 1945 Johannes Weißbecker (von der US-Militäradministration eingesetzt)
- 1933–1945 Hans Weiler
- 1929–1933 Benno Schubert
- 1916–1929 Eduard Schreiber
- 1912–1916 Dr. Hans Dahmann
- 1900–1912 Albert Toermer
- 1896–1900 Dr. Schoenhuth
- 1896 Freiherr Schenk zu Schweinsberg (kommissarisch)
- 1893–1896 Hugo Menzel

### Wappen
| Wappen von Bad Orb | Blasonierung: „In Blau auf einem schreitenden, rot gezäumten silbernen Ross der golden gerüstete und golden nimbierte heilige Martin mit blauem Helm und rotem Federbusch, der mit dem Schwert ein Stück des roten Mantels dem liegenden Bettler zuteilt.“ |
| Wappen von Bad Orb | Die Stadt hält bis heute an der bekannten Darstellung des Mainzer Stiftsheiligen St. Martin fest, die schon in dem aus dem 14. Jahrhundert stammenden Sekretsiegel auftritt. Als altes, vom Siegelbild verschiedenes Wappen ist jedoch auch hier wie bei anderen ehemaligen Städten des Erzstifts Mainz das Rad bezeugt, so auf einem spätmittelalterlichen Wappenstein am Obertorturm, auf alten Grenzsteinen und als Schmuck des Marktbrunnens und von Privatgebäuden. Flagge blau und weiß mit Martinswappen. |

Nach dem heiligen Martin, Schutzpatron der Stadt, sind eine katholische Kirche, eine Schule, ein Kindergarten, das Caritas-Altenheim und die kath. Pfarrgemeinde benannt. Die Orber Stadtfarben sind weiß und blau.

### Städtepartnerschaften
Seit 2003 besteht eine Partnerschaft der Stadt Bad Orb mit der russischen Stadt Istra, die 56 km westlich von Moskau liegt. Vorausgegangen sind: 1991 die Gründung der Freundschaftsinitiative Istra e. V. und 1992 die Unterzeichnung des Partnerschaftsvertrages zwischen dem Main-Kinzig-Kreis und dem Kreis Istra. Die Initiative sorgte bereits seit der Systemwende, am Anfang der 1990er Jahre, für Kontakte und Begegnungen mit Menschen der russischen Region, darunter waren auch Busfahrten nach Istra, mit großer Beteiligung von Bürgern aus Bad Orb und Umgebung, Mitte der 1990er Jahre.

## Öffentliche Einrichtungen

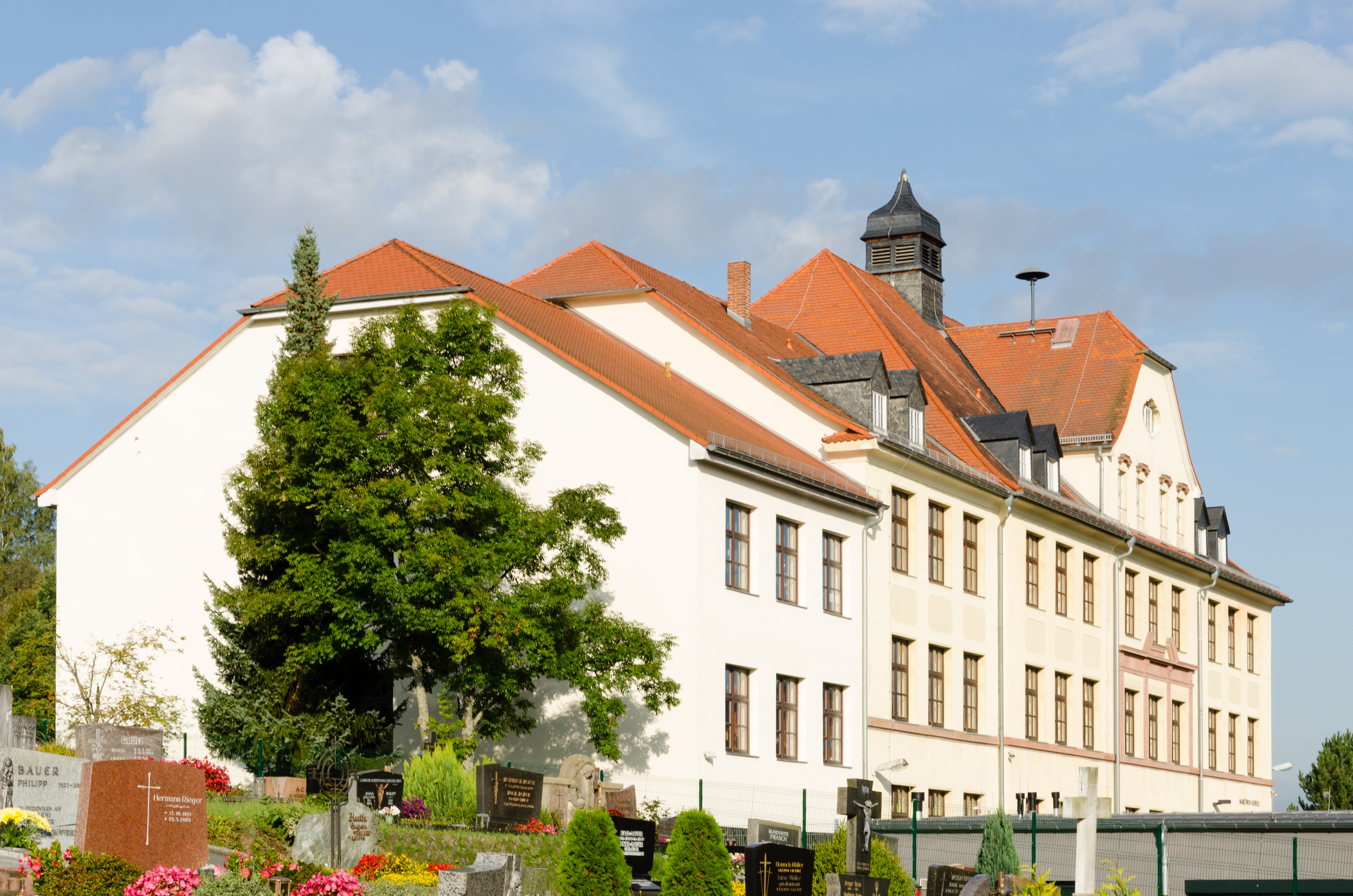
Martinus-Schule, Grund- und Hauptschule, Bad Orb

### Schulen
In Bad Orb befindet sich am Burgring die Martinus-Schule als eine Grund- und Hauptschule. Weiterhin gibt es die Kreisrealschule an der Michaelstraße 5. Sie ging aus der ehemaligen bischöflichen, später städtischen Lateinschule hervor. Darüber hinaus ist Bad Orb an die Friedrich-August-Genth-Schule (kooperative Gesamtschule) in Wächtersbach, das Grimmelshausen-Gymnasium in Gelnhausen und die Henry-Harnischfeger-Schule (integrierte Gesamtschule) in Bad Soden-Salmünster angebunden.

### Kindertagesstätten
In der Stadt gibt es vier Kindertagesstätten:
- die Kindertagesstätte Martin[58]
- die Kindertagesstätte Michael[59]
- die Kindertagesstätte Friedrichstal[60] (mit Waldkindergartengruppe)[61]
- Kinderkrippe MaMiFri[62]

Es werden Kinderkrippen- wie Kindergartenplätze angeboten, ebenso Ganztagsplätze und Mittagessen.

### Nahverkehr, Stadtbus und Bahnanschluss
Ganzjährig verkehren in Bad Orb mehrere Buslinien der KVG. Sie schaffen mit den Linien MKK-80, MKK-81, MKK-82 und MKK-83 öffentliche Verkehrsanschlüsse in die Gemeinden im Jossgrund, nach Biebergemünd, nach Wächtersbach mit dem barrierefreien Bahnhof Wächtersbach an der Kinzigtalbahn Frankfurt-Fulda, nach Bad Soden-Salmünster und zum Bahnhof Gelnhausen sowie dem Grimmelshausen-Gymnasium, ebenso wie zur Nachbargemeinde Flörsbachtal. Es gilt der Tarif des RMV. Einige Linien (mit Kennzeichnung A) werden über das Anrufsammeltaxi bedient.
Die Stadtbus-Linien MKK-84 und MKK-85 sorgen für innerörtliche Verkehrsanbindung.
Der regelmäßige Verkehr auf der Bahnstrecke Wächtersbach–Bad Orb endete 1995; sie wird saisonal mit Schmalspur-Museumsdampfzügen betrieben.

### Freiwillige Feuerwehr Bad Orb
Die Freiwillige Feuerwehr Bad Orb hat im Gewerbegebiet Au einen eigenen Stützpunkt. Gegründet wurde sie im Jahr 1901, im Jahr 1964 kam eine Jugendfeuerwehr und 2007 die Kinderfeuerwehr hinzu.
Die Einsatzabteilung besteht aktuell (2020) aus 56 aktiven Kameraden, die Jugendfeuerwehr zählt 19 Personen, die Kindergruppe besteht aus 23 Kindern.
Die Einsatz- und Gefahrenschwerpunkte der Bad Orber Feuerwehr liegen, neben den traditionellen Aufgaben bei Einsätzen:
- am Autobahnabschnitt A66,
- in Kurkliniken,
- in großen Waldgebieten,
- bei überörtlichen Tätigkeiten.

Ein außergewöhnliches Ereignis in der Geschichte der Bad Orber Feuerwehr war 1983 der Brand in der Martinskirche, die dabei bis auf die Grundmauern zerstört wurde.
2018 kaufte der Förderverein der Freiwilligen Feuerwehr Bad Orb das Löschgruppenfahrzeug 8, welches von 1949 bis 1984 in Dienste der Bad Orber Feuerwehr stand, von einem Sammler zurück. Das Fahrzeug wird seitdem ehrenamtlich restauriert und instand gehalten.

### Technisches Hilfswerk, Ortsverband Bad Orb
1962 wurde der Ortsverband Bad Orb des THW gegründet. Im Februar 2001 erfolgte die Gründung einer Jugendgruppe des Ortsverbandes. Ab 1970 wurde der THW Bad Orb in stärkerem Maße bei Verkehrsunfällen eingesetzt. Standortbedingt konzentrieren sich die Tätigkeiten auf Hochwassereinsätze, beispielsweise in Maintal-Dörnigheim, Hanau, Erlensee, Gelnhausen und Bad Soden-Salmünster, aber auch überörtlich in Polen, Dessau, Dessau-Waldersee und Wetzlar. In Erinnerung sind auch zwei Hilfskonvois, Anfang der 90er Jahre, in die Sowjetunion und ein Hilfsgütertransport nach Rumänien. Im Jahr 2021 wurde der Ortsverband Bad Orb bei der Flutkatastrophe in Rheinland-Pfalz eingesetzt.

## Wirtschaft

### Salz und Gesundheitswesen
Der historische Hauptwirtschaftsfaktor – die Salzgewinnung – wurde 1899 endgültig aufgegeben und durch den Kurbetrieb abgelöst (s. o.). Zwecks Anlage des Kurparks auf dem ehemaligen Salinengelände wurden alle Gradierwerke bis auf das jüngste und größte, 1806 errichtete, abgerissen.
Heute ist neben dem Gesundheitswesen und Kurbetrieb (Kliniken, Rehazentren, Arztpraxen, Krankengymnastik) der Tourismus die Haupteinnahmequelle (Hotels, Pensionen, Gastronomie, Einzelhandel, Dienstleistungsbetriebe). Ca. 70 % der Arbeitsplätze hängen nach eigenen Angaben der Kur-Administration an diesen Branchen.
Nach der großen Gesundheitsreform der 1990er Jahre und einer Krise um die Jahrtausendwende, insbesondere mangels einer Thermenanlage, die zeitgenössischen Ansprüchen genügt, setzt die Stadt auf wirtschaftlichen Aufschwung mit der 2010 eröffneten „Toskana-Therme“ (s. u.). Hinzu kommen eine Reihe kultureller Aktivitäten und Veranstaltungen.

### Die Zigarrenindustrie
Mit den niederländischen Wallonen kam 1609, der Anbau von Tabak nach Hanau. Ganze 200 Jahre später fasste dort auch die Zigarrenindustrie Fuß, um schon in der 2. Hälfte des 19. Jahrhunderts ins Umland abzuwandern. Sie zogen nach Mömbris, Somborn, Gelnhausen und viele andere Orte, wie auch nach Orb.
 Die Firmen 
1865 kaufte die Hanauer Zigarrenfirma Oldenkott & Co. die Burg in Orb und baute sie zu einer Zigarrenfabrik um. Es folgten 12 weitere Zigarrenfabriken nach Orb: Heinrich Rieger & Co., Freiwerk, Gebr. Schulte, Ludwig Grau (Haselstraße), Behrmann & Schulze, Limbert & Co., Seeliger & Krug, Gebr. Löb, Wald & Walter, Heinrich Seickel, Josef Metzler und Christian Weisbecker (Marktplatz). Die Firmen waren sehr unterschiedlich in ihrer Größe und Bedeutung, und reichten von Werkstattgröße bis zum Industriebetrieb mit bis an die 100 Mitarbeitern.
 Die Mitarbeiter 
Um 1900 fanden bereits rund 500 Frauen und Männer, also jeder siebte Einwohner der Stadt Orb in einer der Zigarrenfabriken seinen Lohn. 1905 waren es 505 Arbeiter und 229 Arbeiterinnen. In der Vorkriegszeit steigerte sich die Zahl in Orb sogar noch auf bis zu 1000, überwiegend weibliche Mitarbeiter. Die Mitarbeiter begannen häufig bereits mit 14 Jahren, nach Abschluss der Schule und blieben ein Leben lang ihrer Zigarrenfabrik treu. In der Zigarrenbranche, die auch Heimarbeit kannte, war eine Reihe von Spezialisten beschäftigt, die von der Wickelmacherin, über die Zigarrenmacherin, über die Sortierer bis zu den Kistenmachern reichte. Der Lohn war mit 9,30 RM pro Woche für die Wickelmacherin, und 12,90 RM pro Woche für die Zigarrenmacherin äußerst niedrig. Der Ruf der Mitarbeiter als „Zigarrenmenscher“ klang auch nicht schmeichelhaft.
Weiteres
Die Zigarrenmarken wie: „Deutschmeister“, „Flottenchef“, „Gouverneur“, „Kurdirektor“, „La Sabrosa“ (die Leckere) oder „Senator“, waren weit überregional bekannt, während ein Name wie „Sanitätsrat Dr. Scherf“ eher lokale Konsumenten ansprach.
Für den allmählichen Rückgang der Zigarrenproduktion in Orb im 20. Jahrhundert gab es sicherlich eine Reihe von Gründen. Einer davon war wohl der Aufstieg der Stadt zum „Bad“ im Jahre 1909 und der dadurch verursachte Verlust verfügbarer Arbeitnehmer. Aber auch der rasante Siegeszug der Zigarette spielte sicher eine Rolle. Noch bis 1935 befand sich die Zigarrenfabrik Oldenkott & Co in der Burg. Die letzte Zigarrenfabrik in Bad Orb schloss 1974.

### Bauwirtschaft
In Bad Orb sind mehrere Baufirmen tätig. 1946 gründete hier Karl Schöning die Strassing Bau-GmbH (Straßen- und Ingenieurbau). Die Firma entwickelte sich im Laufe der Zeit zu einem mittelständischen Betrieb mit 3 Filialen (Fulda, Nidda, Offenbach am Main) und mit mehr als 300 Mitarbeitern. Sie war prägend für die Entwicklung der Region. Die aktuellen Standorte der Firma sind Bad Soden-Salmünster, Erfurt und Bad Wünnenberg.

### Sonstiges
Parallel halten sich einige Traditionsbetriebe. Ein lokales Produkt ist der sogenannte „Bad Orber Solschinken“, der nach einem patentierten Verfahren in Buchenholz geräuchert und mit Salinensalz gepökelt wird.

## Verkehrsanbindung

### Straße
Die Straßenanbindung Bad Orbs erfolgt über die Landesstraße L3199. Sie führt im Süden nach Burgjoß (Jossgrund), im Norden bindet sie an der Eisernen Hand an die Bundesstraße B 276 und die A 66, (Anschlussstelle Bad Orb/Wächtersbach (AS 45)) an. Weitere Verbindung stellen die Kreisstraße K 887 nach Aufenau (Wächtersbach) und die Kreisstraße K 890 nach Lettgenbrunn (Jossgrund) dar.

### Bahn
Der Eisenbahnverkehr auf der normalspurigen Bahnstrecke Wächtersbach–Bad Orb wurde infolge eines Unfalls 1995 eingestellt. Seit 2001 verkehrt sonn- und feiertags in den Sommermonaten auf der nun auf 600 mm zurückgesetzten, schmalspurigen Strecke, als reine Museumsbahn, die Dampfkleinbahn „Emma“.
Zur Anbindung ans Bahnnetz siehe Abschnitt Nahverkehr, Stadtbus und Bahnanschluss.

## Kultur und Sehenswürdigkeiten

### Büchereien
Die beiden Kirchen in Bad Orb betreiben jeweils eigene, öffentliche Gemeindebüchereien.
Dies sind: die Katholische Bücherei Bad Orb und die Evangelische Gemeindebücherei-Martin-Luther-Kirche.
Daneben gibt es eine Stadtbücherei, in der Zehntscheune, an der Burgringstraße.

### Theater
Bad Orb verfügt über ein in der Region bekanntes Kurtheater, in dem regelmäßig Konzerte, Gastspiele und Kunstausstellungen stattfinden, weiterhin gibt es die jährlich, abwechselnd als „Holzhof-Festspiele“ oder im Saal stattfindenden Aufführungen der Schauspiel- und Theatergruppe „Peter von Orb“ (seit 1999).

### Museen

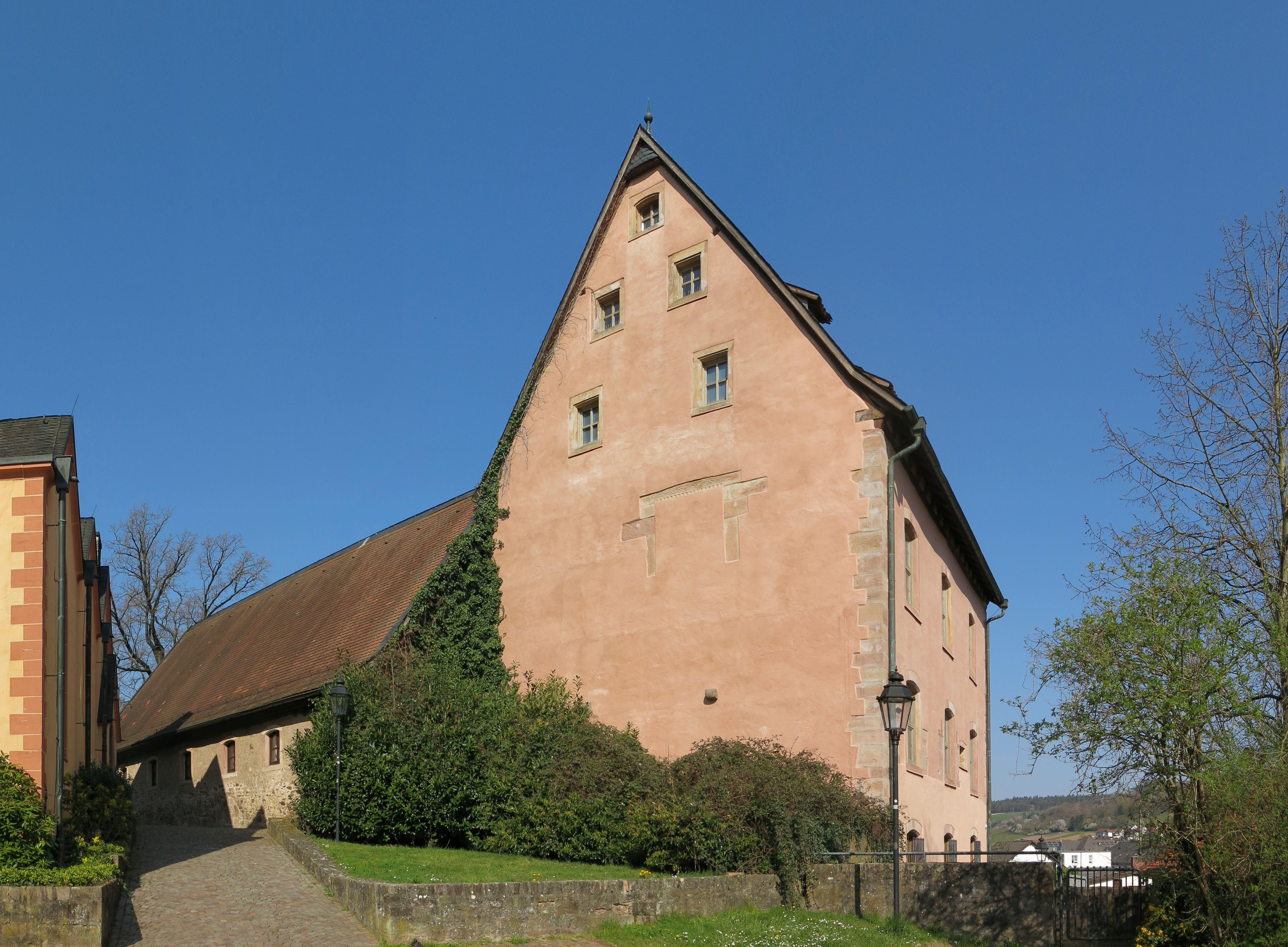
Heimatmuseum im Palas der ehemaligen Burg Bad Orb, links das Haus des Gastes, ehemals Zehntscheune

Im Palas der Burg Bad Orb gibt es ein Heimatmuseum, das vom Geschichts- und Heimatverein der Stadt betreut wird und über die Geschichte der Stadt informiert.

### Gefallenen-Gedenkkreuz
An die Toten des Ersten- und Zweiten Weltkrieges erinnert ein Ehrenkreuz. Es wurde auf Initiative von Pfarrer Alfons Lins und Johann Heßberger, auf dem Kasselberg (früher Galgenberg) aufgerichtet und am 12. Juni 1949 feierlich, mit Vertretern beider Kirchen eingeweiht. „Zur Einweihung des Kreuzes … verfasste der Bad Orber Heimatdichter Richard Kleespies ein Gedicht“. Die Anlage besteht aus einem aus Sandstein gemauerten Altar und einem darüber ragenden 8 m hohen Kreuz, seit 1999 aus Leimbinderbalken (früher Lärchenholz). Durch seine exponierte Lage ist das Ehrenkreuz von der Stadt aus gut sichtbar und vom Kreuz her bietet sich ein schöner Blick auf die Stadt (siehe Kap. Panoramen).

### Musik

#### Kurorchester
In der Konzerthalle Bad Orb werden regelmäßig Musikkonzerte aufgeführt, u. a. vom Kurorchester Bad Orb und dem Südhessischen Kammerorchester unter der Leitung von Musikdirektor Jaroslav Bilik.

#### Opernakademie
Seit 1987 ist die Opernakademie in Bad Orb ansässig, die von 1990 bis 2013 von Carlos Krause geleitet wurde. Sie fördert junge Gesangstalente, durch die jedes Jahr präsentierten Opern-Aufführungen.

#### Bad Orb im Lied
Vielfältig wird die Stadt Bad Orb musikalisch gewürdigt.
- So hat sie zunächst eine eigene Hymne, das Orber Lied mit dem Titel All Heil Bad Orb im Spessartwald, komponiert von Georg Henkel auf einen Text des Heimatdichters Dr. Julius Türck.
- Weiterhin gibt es Das Lied von Bad Orb von Benno Schubert, einem ehemaligen Bürgermeister von Bad Orb (1929–1933). Es ist eine eher heitere Würdigung der Stadt.[82] Albert Jung hat es in Musik gesetzt[83]
- Etwas weniger bekannt ist „Mein Orb“ von A. Rudolph, ein Lied, das auch vom Autor vertont wurde.[84]
- Eine größere Popularität, insbesondere unter Jugendlichen, erzielte dagegen das „Lied vom Orber Sprudel“, von Wilhelm Luh., die Vertonung besorgte der Musiker und Sohn der Stadt Friedrich Siebert.[85] Hier die erste Strophe:

Orb liegt zwar nicht am grünen Rhein,

Sein Bächlein das ist winzig.

An seinen Ufern wächst kein Wein,

Doch fließt es hin zur Kinzig.
- Und schließlich hat die deutsche Rockband Rodgau Monotones 1995 ein Lied über die Stadt mit ihrem Kurangebot unter dem Titel Bad Orb, Bad Orb, mit der Melodie des Sinatra-Hits New York, New York als Single auf den Markt gebracht. Es ist eine Persiflage auf die Wahlheimat, der an vielerlei hinderlichen Krankheiten leidenden Gäste.

### Die „Heiligen“ - Denkmäler der Volksfrömmigkeit und Rätsel

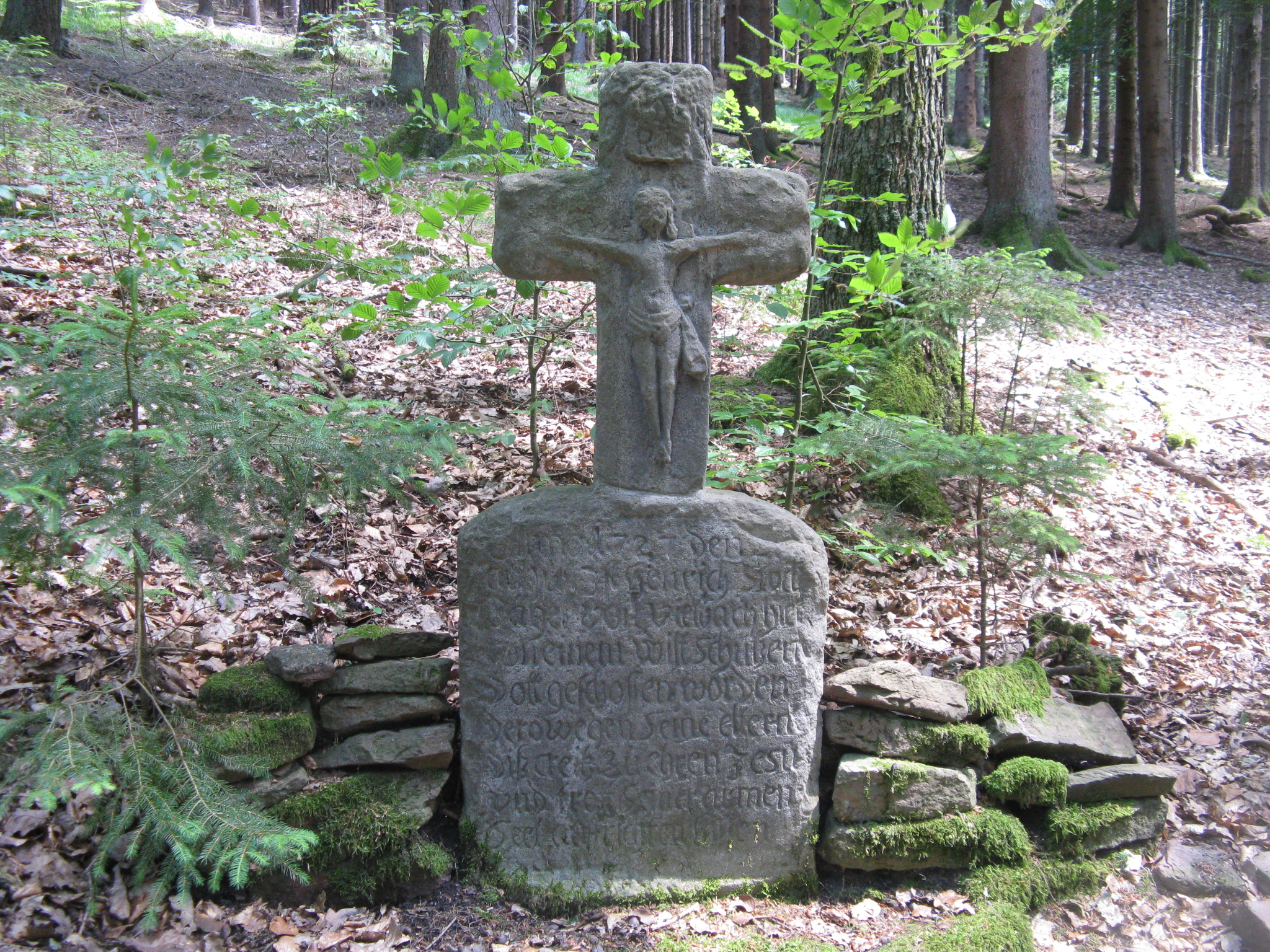
Jägerskreuz, südlich des Pfarrküppels

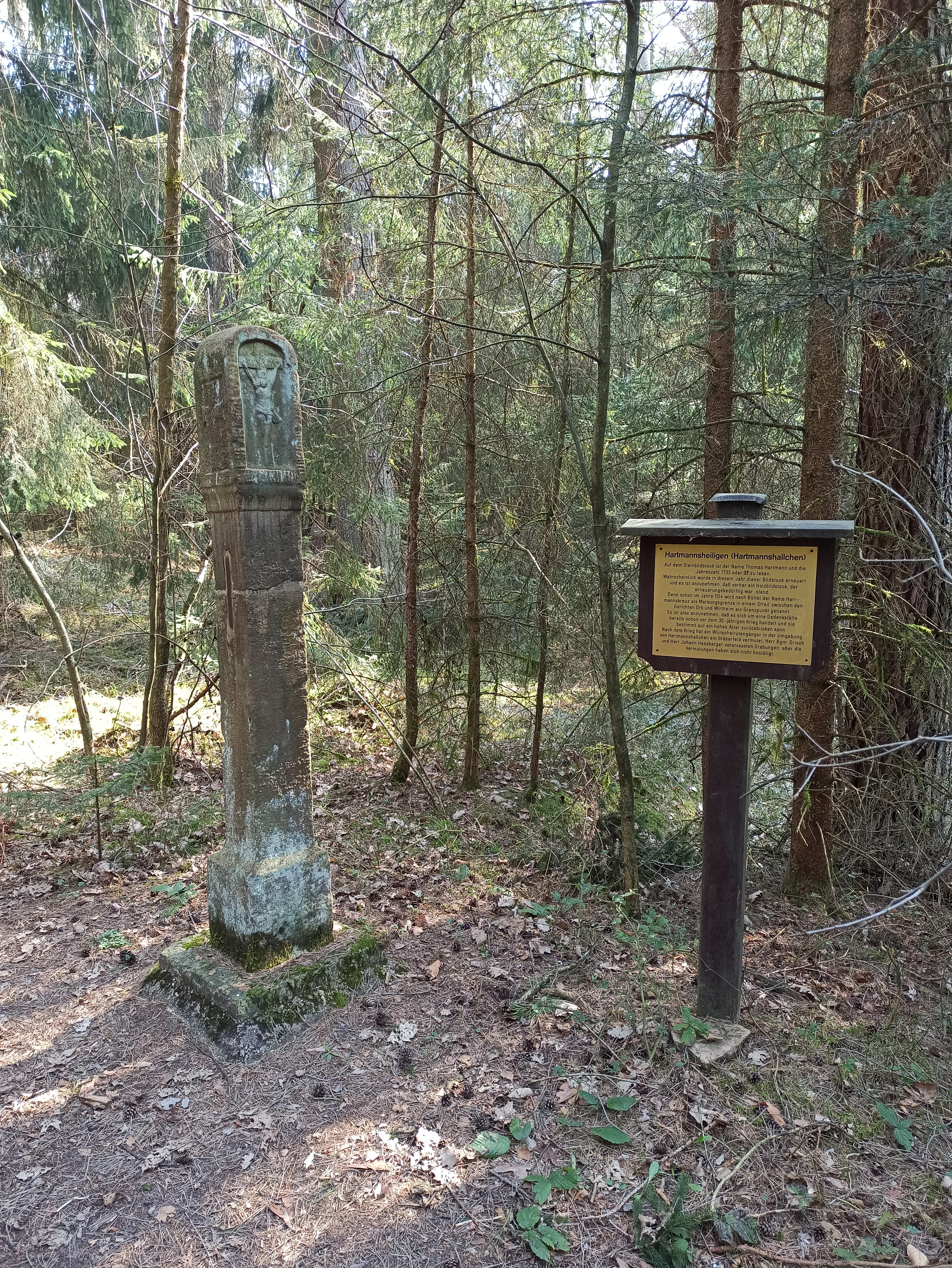
Bildstock Hartmannsheiligen am Hubertsberg

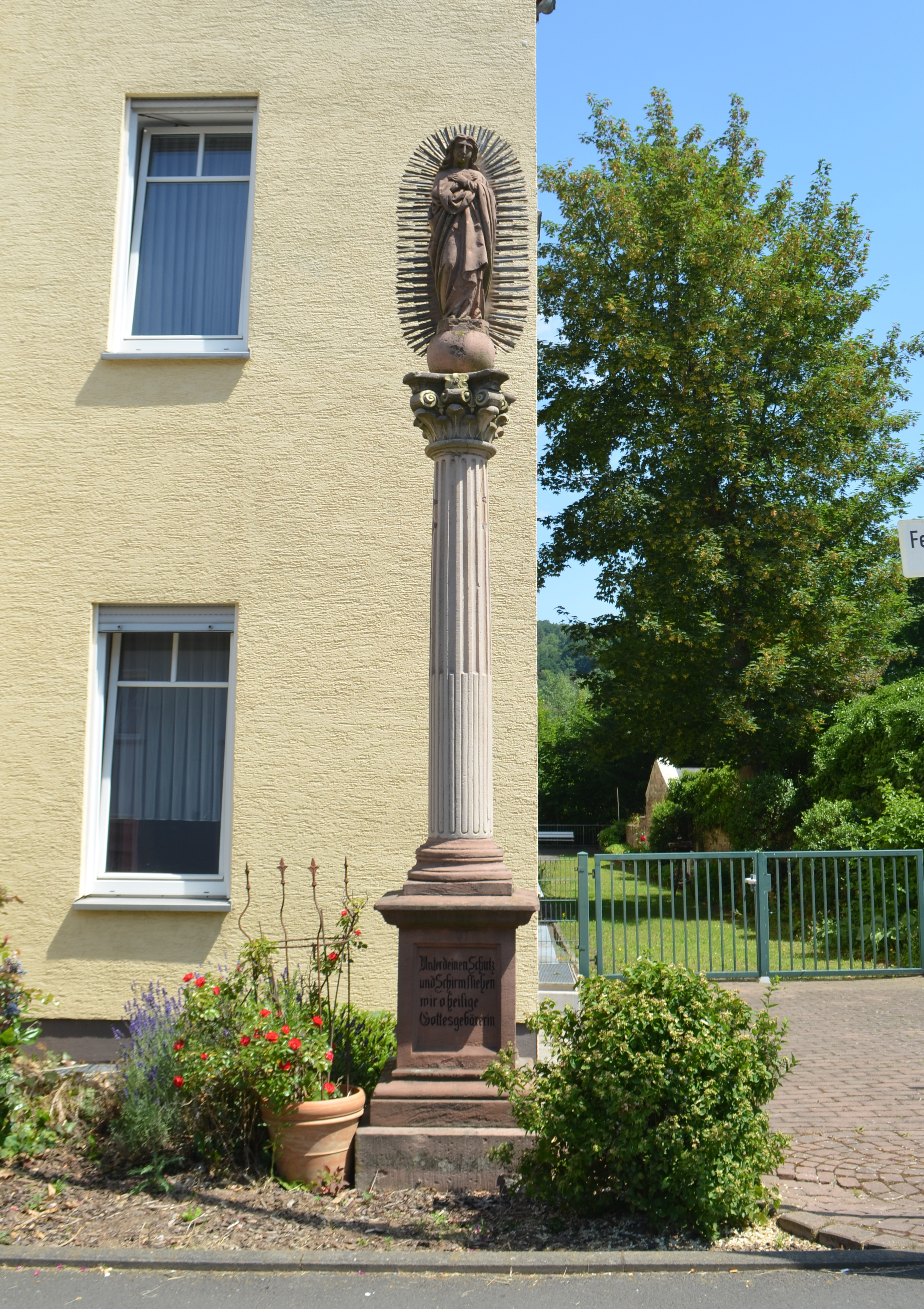
Mariensäule, Frankfurter Straße

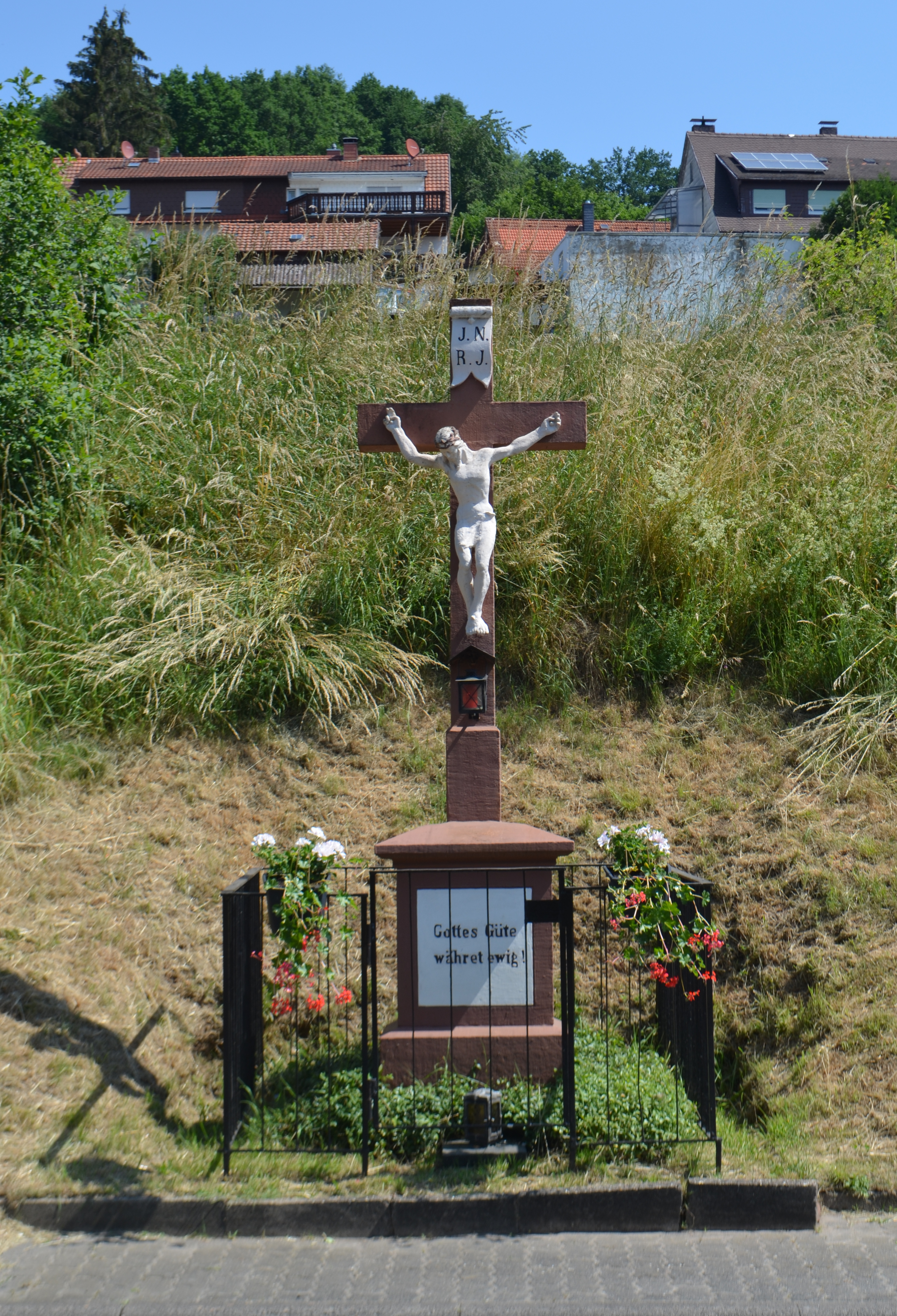
Wegekreuz, Ludwigstraße

Die Stadt Bad Orb, wie die gesamte Gemarkung und auch die Umgebung der Stadt sind geschmückt mit einer Fülle von Bildstöcken, Feld- und Wegkreuzen, aber auch mit Bildbäumen, Heiligenfiguren und –bildern bis hin zu kleinen Kapellen. Sie erinnern an Persönlichkeiten, an Tod, Unglück oder Errettung aus schwierigen Situationen, sind auch Gedenk- und Andachtsstätten. Insbesondere wegen ihrer großen Zahl, stellen sie einen starken Beleg der Volksfrömmigkeit dar. So finden sich allein im Stadtgebiet 34 einzelne Objekte. Weitere 34 Bildstöcke u. Ä. werden in der nahen Umgebung aufgezählt und beschrieben.
Von den meisten dieser Gedenkpunkte ist deren Hintergrund und Entstehungsgeschichte bekannt, es gibt aber auch Andere, solche die rätselhaft bleiben. Zu Letzteren zählt der Bildstock sowie der zugehörige „Johann-Stein“ an der Gedenkstätte „Die drei Birken“. Die Person im Mittelpunkt, ein Franzose namens Jean (Johann), der bei einem Gewitter umgekommen sei, ist fest in der öffentlichen Erinnerung verhaftet. Gleichzeitig fehlt er aber in offiziellen Dokumenten, wie etwa dem Kirchenbuch, das zu seiner Zeit auch alle Todesfälle aufzeichnete.

### Bräuche und regelmäßige Veranstaltungen

#### Regelmäßige Veranstaltungen
Zu den regelmäßigen Veranstaltungen zählen:
- Stadtführungen – Sie finden über das ganze Jahr hinweg, regelmäßig jeden Samstag um 10:00 Uhr, ab Gradierwerk statt und dauern 1,5 h
- die Lichtermeere im Kurpark
- Führungen auf dem Barfußpfad werden angeboten
- Führungen auf dem Orber Dornsteinweg werden saisonal angeboten
- die Kunstausstellung „Dialog der Elemente“  findet seit dem Jahr 2000 regelmäßig im Frühjahr statt. 20 Künstler aus Bad Orb und der Region stellen drei Wochen lang im Gartensaal der Konzerthalle ihre Werke vor. Sie sind aus dem Bereich Malerei und Fotografie sowie künstlerische Objekte, gefertigt aus unterschiedlichen Materialien, ebenso Skulpturen. Es ist eine Veranstaltung des Kulturkreises Bad Orb e. V., unterstützt durch die Kulturförderung des Main-Kinzig-Kreises und die Bad Orb Kur GmbH.[91]
- der Faschingsumzug ist einer der Höhepunkte des Bad Orber Karnevals. Nach einer langen Pause, die vom Ersten bis nach dem Zweiten Weltkrieg dauerte, lebte in Bad Orb die Fastnachtstradition in den 1950er-Jahren wieder auf. Viele Vereine bringen sich darin ein. Zeitweise gab es auch ein Prinzenpaar; ein Bad Orber Karnevalsschlager gehört ebenso zum lokalen Fasching, wie das Erstürmen des Rathauses, Fastnachtsbälle und das Treiben in Straßen und Gaststätten.[92]
- seit 1987 präsentiert die Opernakademie, gewöhnlich im August ihre Opern. Mit jeweils 3 Aufführungen und insbesondere wegen ihres fördernden Charakters, haben die Veranstaltungen eine überregionale Ausstrahlung.
- die Theatergruppe „Peter von Orb“ führt jährlich, abwechseln auf dem Holzhof oder in einem Saal eine Theaterinszenierung auf
- ein wichtiges Fest ist auch das Gradierwerkfest am 3. Oktober, hier geht es um die Erhaltung der Saline
- am Tag des Gradierwerkfestes findet mittlerweile traditionell ein freies Oldtimertreffen für Motorräder und Autos der letzten einhundert Jahre statt
- zum Jahresausklang bietet die Opernakademie die Veranstaltung Heiteres aus Oper und Operette. Sie zählt bereits zur Bad Orber Musiktradition

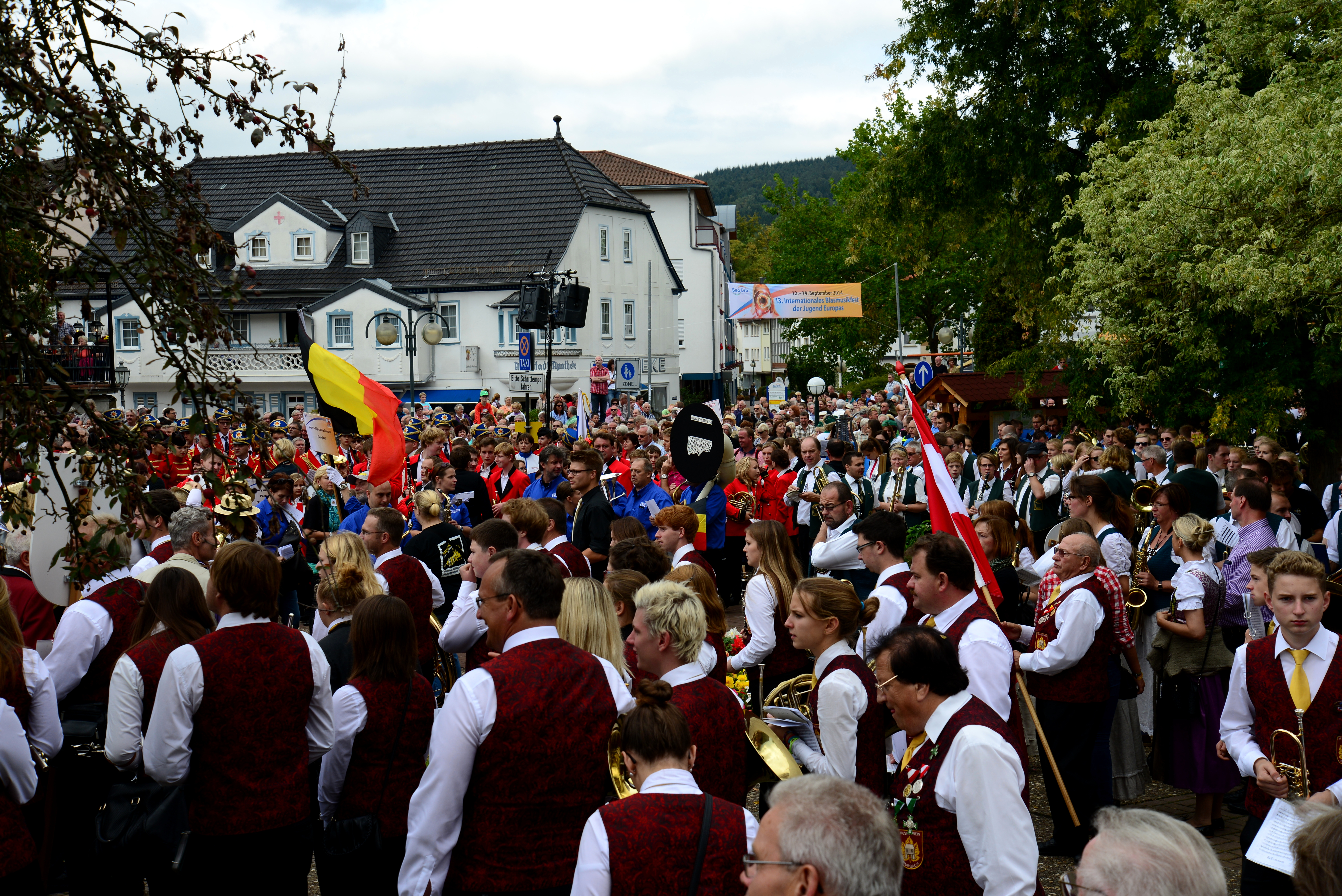
Großkonzert beim Blasmusikfest

- In der Regel alle zwei Jahre am zweiten September-Wochenende findet in Bad Orb das Internationale Blasmusikfest der Jugend Europas statt. 2006 nahmen 20 Musikkapellen aus sechs Nationen mit rund 1.000 Musikern daran teil, im Jahr 2012 waren es mehr als 37 Kapellen mit über 1300 Musikern, im Jahr 2018 waren es mehr als 30 Musik-Vereine aus 13 Ländern.[93]
- Auf der Turnerwiese am Molkenberg findet einmal jährlich das Whitsun Open-Air-Festival statt.

#### Brauchtum
- Spitznamen, in Orb auch Uznamen genannt, sind eng mit dem Orber Karneval verbunden. Bei ihrer Entstehung spielen persönlichen Eigenarten, Berufe oder Ereignisse eine Rolle, die dann, meistens im Dialekt, zu einem einmaligen und meistens humoristisch eingesetzten Merkmal einer Person werden. Das Besondere an diesem Brauch in Bad Orb ist nicht nur die Vielzahl von Personen, die durch einen Uznamen „geadelt“ werden, sondern auch das Alter dieser Tradition, die nachweislich bis 1922 zurückreicht, als eine erste Uznamenchronik veröffentlicht wurde.[94]

- Der Maibaum, regelmäßig auf dem Marktplatz aufgestellt, geht auf die Bayerische Zeit zurück[95]. Der in den bayerischen Farben weiß-blau geringelte Stamm trägt die Symbole der alten, in Orb traditionell ausgeübten Handwerke, aber auch die der Neueren, bis in die moderne Zeit hinein.

- Auch das Wappen und die Fahne Orbs gehen mit ihren prägenden Farben weiß und blau auf die Bayerische Zeit zurück[95]

#### Religion und Bräuche
- der Sankt-Martins-Umzug; unter aktiver Beteiligung der Orber Grundschule findet seit Jahrzehnten am Martinstag, dem 11. November, der Laternen-Umzug der Kinder statt. Dabei ist stets, organisiert durch die Martinus-Schule, der Patron von Stadt, katholischer Kirche und Schule, St. Martin, mit Helm, langem Mantel und hoch zu Ross.
- die Dettelbacher Wallfahrt geht zurück bis zum Dreißigjährigen Krieg: Wiederholte Überfälle der Schweden auf die Stadt lösten dort eine Beulenpest aus. Als „innerhalb eines Jahres 1117 Personen daran starben, gelobten die Überlebenden, im Jahr 1636, alljährlich eine Wallfahrt nach Dettelbach zur Kirche Maria im Sand zu machen“.[96] Das gut 100 km entfernte Dettelbach, wird durch die Wallfahrer in 2 bis 3 Tagen, teilweise zu Fuß und mit dem Bus erreicht, und jeweils am 15. August, dem Fest Mariä Himmelfahrt findet dort ein Gottesdienst statt. Auf der Rückfahrt steht noch ein Besuch in Retzbach bei der Wallfahrtskirche Maria im Grünen Tal auf dem Programm.
- der Weihnachtsmarkt ist in Bad Orb seit 1976 Tradition und wurde „1983 zum wiederholte Male vom Hessischen Rundfunk auserkoren … Übertragungsort der Unterhaltungssendung „Zum Blauen Bock“ zu werden“.[97] Kreative Ideen der Vereine und einzelner Bürger sorgen immer wieder für seine hohe Attraktivität – 2003 wurde er von der GNZ zum „allerschönsten“ kreiert.[98]
- der Ostermarkt
- die Kerb (Kirchweihfest) - Jeweils am letzten Wochenende im August feiert Bad Orb die Kirchweih. Die Feier dauert bis zum folgenden Montag. Veranstalter sind die Orber Vereine und für Musik sorgen der Musikverein Bad Orbs und Vereine benachbarter Gemeinden.
- das jährliche Johannesfeuer am Wartturm; Veranstalter ist die Katholische Pfarrgemeinde Bad Orb
- Fronleichnamsprozessionen sind im Bad Orber Jahreslauf fest verankert. Längs des mit jungen Birken gesäumten Prozessionsweges, quer durch die Stadt, werden 4 Altäre als Zielpunkte aufgebaut. Herausgehoben ist dabei der Altar am Marktplatz: Er wird seit 1977 von Ehefrauen der katholischen Männergemeinschaft mit einem Blumenteppich geschmückt. Wechselnde biblische Motive und Themen werden, mit Hilfe von farbigen Blumenblättern und ähnlichen Materialien zu „vergänglichen Kunstwerken zur Ehre Gottes gestaltet“.[99] Die Orber Blumenteppiche erinnern an die, allerdings deutlich größeren, Erntedank-Früchteteppiche von Sargenzell oder auch Mernes, und stellen auch für Besucher Bad Orbs ein jährlich wiederkehrendes Ziel dar.

### Medien

#### Publikationen
In Bad Orb erscheint die Stadtzeitung Bad Orber Blättche mit öffentlichen Bekanntmachungen und Berichten rund um die Stadt.

#### Mediale Stadtführung
Mit einem QR-Code wird der historische Rundgang durch Bad Orb gekennzeichnet. Mit diesem digitalen Stadtführer ist es den Besuchern der Stadt möglich, alternativ zu den offiziellen Stadtführungen, „auf eigene Faust“ mit dem Handy die Stadt zu erforschen.

### Vereine
Größter Verein ist der Turnverein e. V. 1868 mit ca. 1.500 Mitgliedern. Ebenfalls auf eine lange Geschichte (Gründung 1921) und eine beachtliche Mitgliederzahl (480, Stand 2021) blickt der Fußballverein FSV Bad Orb. Darüber hinaus gibt es in der Stadt mehr als 80 weitere Vereine.

### Sonstige Einrichtungen
- Ärztenetz Spessart eG
- Barfußpfad im Spessart
- Bildungsstätte der IG Metall
- Neuro-orthopädisches Rehazentrum
- Rehabilitationsklinik Küppelsmühle
- Stützpunkt der Bundesanstalt Technisches Hilfswerk (THW)
- Spessart-Klinik Bad Orb GmbH

### Bauwerke

#### Bauwerke im Kurbereich

##### Saline/Kuranlagen

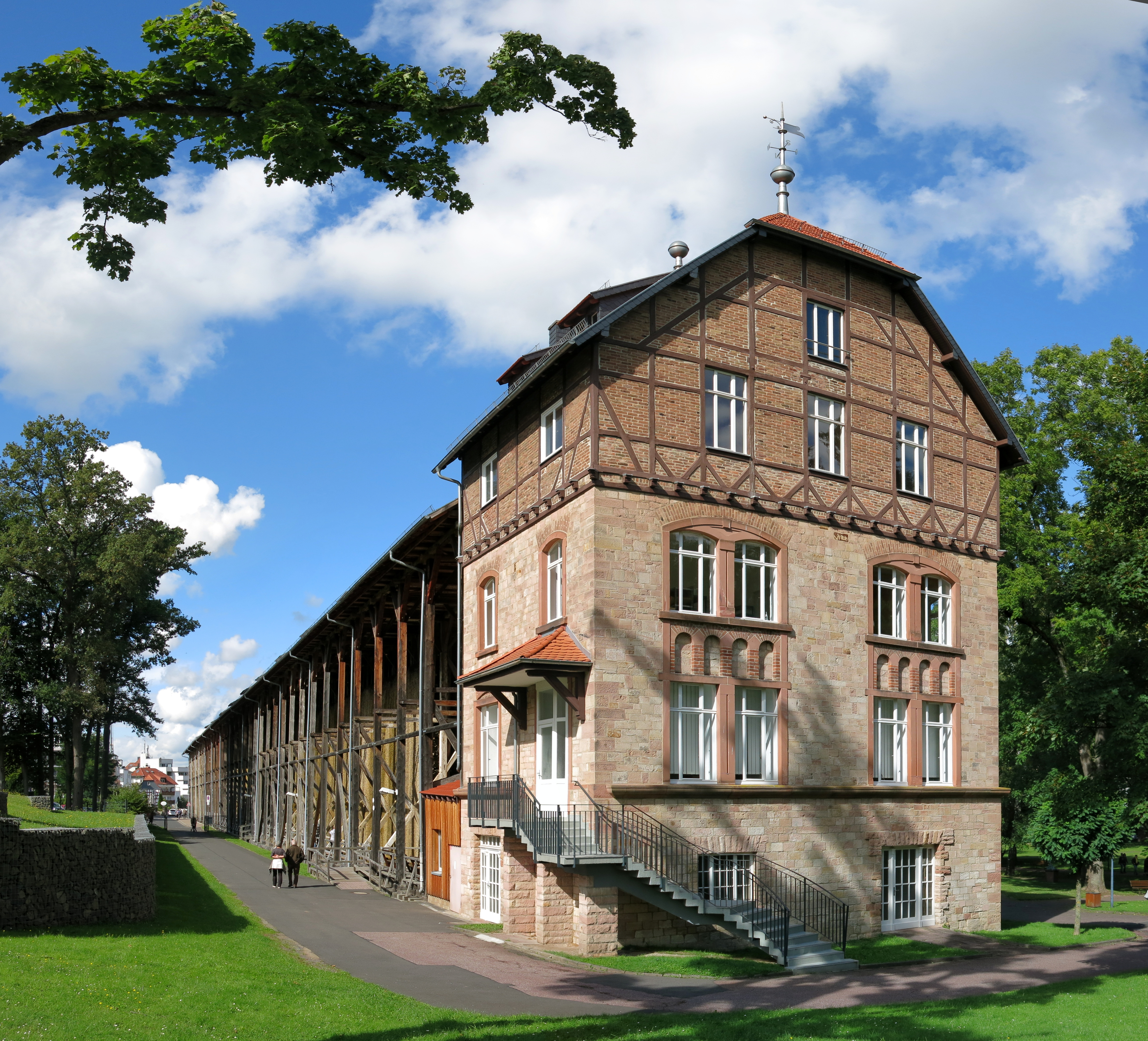
Kopfhaus des Gradierwerkes

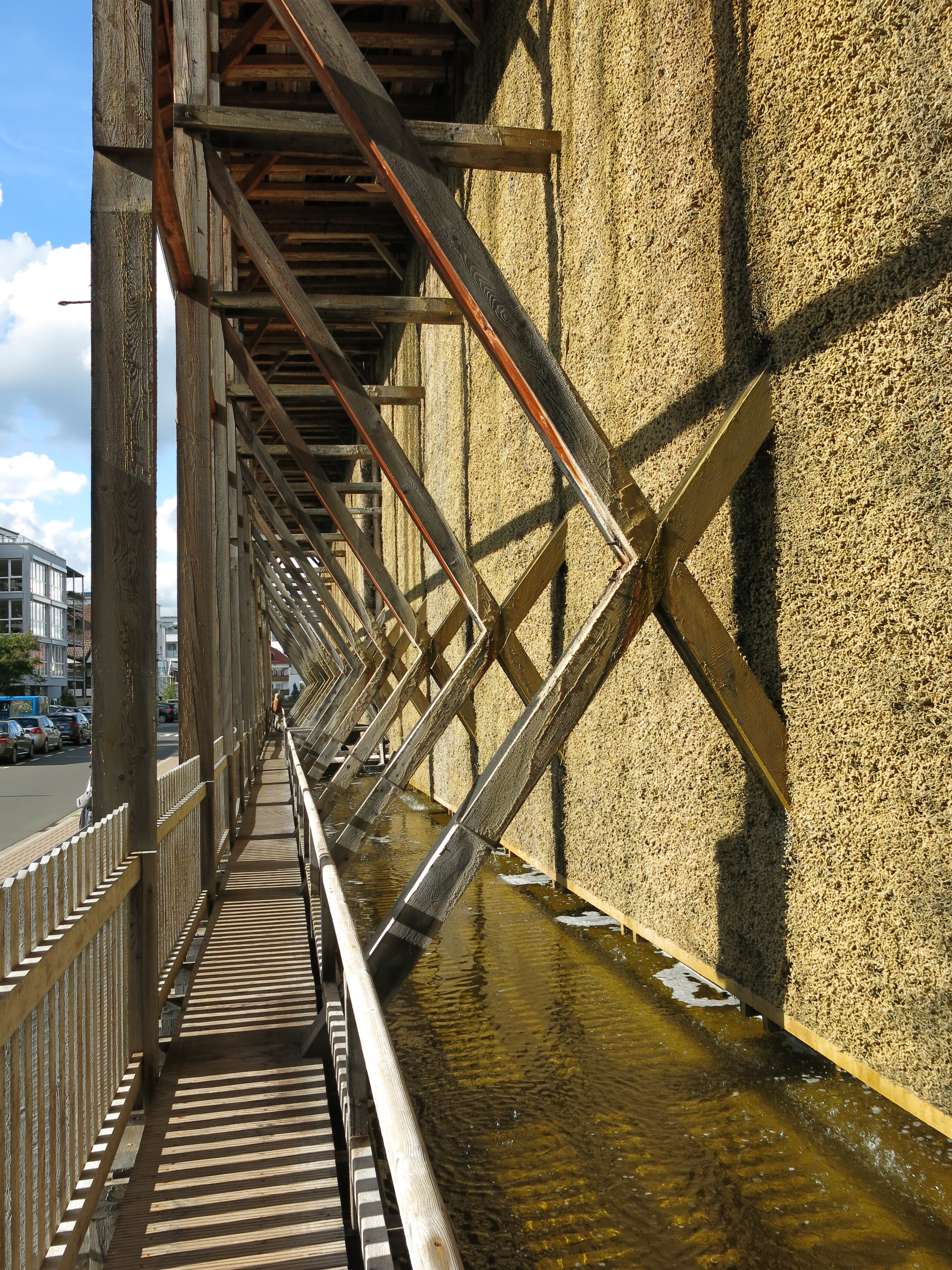
Wandelgang an der Westseite

Aus der Blütezeit der Salzgewinnung ist im Kurpark noch eines der ursprünglich zehn Gradierwerke vollständig funktionierend und begehbar erhalten. Das Gradierwerk ist über zweihundert Jahre alt (1806 errichtet), etwa 158 m lang sowie 18 m hoch und dient als Freiluftinhalatorium für die Gäste der Stadt. Die in der Umgebung des Gradierwerks erreichte Salz- und Feuchtigkeitssättigung ist einem Meeresklima ähnlich. In der Sendung „Die beliebtesten Sehenswürdigkeiten Hessens“ des HR (2007) kam dieses Gradierwerk auf den zweiten Platz. Die Instandhaltung und Pflege übernimmt der „Verein der Freunde des Gradierwerks e. V.“, dessen Mitglieder seit 1997 über 900.000 € gesammelt haben, um dieses Kulturgut zu erhalten. Dies entspricht rd. ein Drittel der Gesamtkosten, die notwendig waren, um zwischen 2001 und 2010 in vier Abschnitten das Technikdenkmal komplett zu sanieren (April 2010 abgeschlossen). Es werden von einem gemeinnützigen Verein Führungen angeboten, im Winter ruht der Gradierbetrieb.
An das Gradierwerk angeschlossen ist ein Steinhaus aus den Anfängen des Kurbetriebs, das um 1900 das Inhalatorium enthielt. An diesem Haus wurde bereits ein Bauabschnitt ebenfalls mit Hilfe des Vereins „Freunde des Bad Orber Gradierwerks e. V.“ saniert und es ist die Sanierung des 2. und 3. Bauabschnitts geplant.
Neben dem Gradierwerk sind noch zwei historische Gebäude im Zusammenhang mit der ehemaligen Saline Bad Orb erhalten. Zum einen ist dies das ehemalige Zollhaus, ein Sandsteingebäude am Rande des Kurparks, zum anderen das ehemalige Rathaus (um 1770 erbaut; heute Touristeninformation), das ursprünglich als Verwaltungsgebäude der Saline Orb genutzt wurde; das Gebäude mit Uhrturm war zu bayerischer Zeit „Hauptsalzamt“ und das Nebenhaus Inspektorenhaus mit Dienstwohnungen der Salinenbeamten.
Der mehr als hundert Jahre alte Kurpark, das ehemalige Sudgelände der Salzsieder, liegt östlich des historischen Stadtkerns mit vielen Fachwerkhäusern. Zu den zeitgenössischen Kurgebäuden zählen ein Musikpavillon, eine Bibliothek sowie das Kurhotel in unmittelbarer Nachbarschaft der „Toskana-Therme“.

#### Indoor-Gradierwerk
In den kalten Monaten, in denen das Gradierwerk, das „mächtige Freiluft-Inhalatorium im Kurpark in die Winterpause verabschiedet“ wurde, übernimmt das Indoor-Gradierwerk seine Funktion. Dieses Raum-Inhalatorium ist im Rundbau der Alten Trink- und Wandelhalle, neben der ehemaligen Lesehalle, dem heutigen Kaffee, barrierefrei eingerichtet. Nach schlechten hygienetechnischen Erfahrungen mit einem Vorgängermodell, wurde in einer mehrjährigen Sanierungspause eine grundsätzliche Neukonzeption von Technik und Anlagen-Betrieb des Indoor-Gradierwerkes realisiert. Die Anlage verfügt über einen Ultraschallvernebler, der mit steriler Sole betrieben wird und ein „tieferes Eindringen des Aerosols in die Atemwege“ erreicht.

##### Toskana-Therme

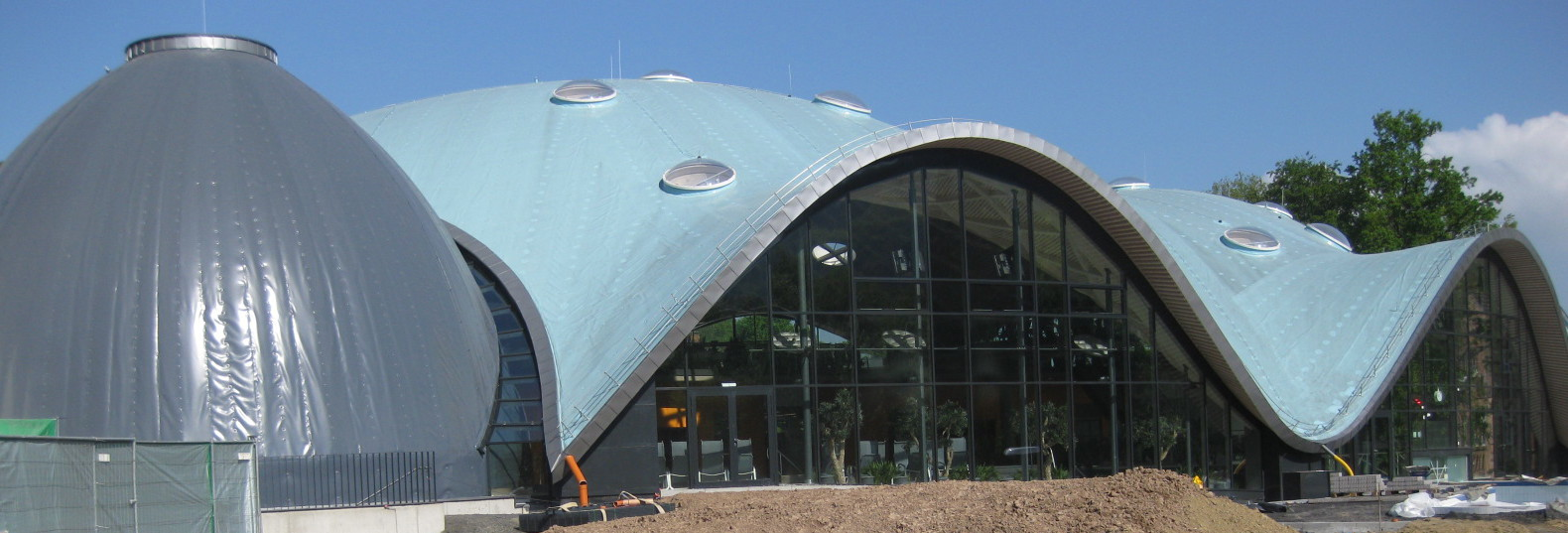
Die Toskana-Therme im Bau (2010)

Für rund 23 Millionen Euro wurde von 2008 bis 2010 nach Plänen des Architekten Andreas Ollertz als freitragende Holzkonstruktion eine Bade- und Saunalandschaft mit 800 Quadratmeter Wasserfläche errichtet. Die am 2. Mai 2010 eröffnete Therme ist die größte Investition in der Geschichte Bad Orbs. Sie soll nach den Plänen der Stadt und des Betreibers einen Übergang vom traditionellen Kurbetrieb zu einem Wellness-Tourismus zeitgenössischen Zuschnitts einleiten.
Fünf der sechs Wasserbecken werden mit 32 Grad warmer Sole gespeist. Im „Liquid-Sound-Tempel“ der Anlage hören die Besucher Unterwassermusik. Angeboten werden sowohl Klassik, als auch elektronische Musik. Unterwasserscheinwerfer, Innenbeleuchtungen und eine Licht-Mandala in der Kuppel erzeugen Lichteffekte in wechselnden Farben, die in der Dunkelheit von weitem das Ortsbild Bad Orbs beherrschen.
Die Therme, zu der auch ein italienisches Restaurant gehört, ersetzt das „Leopold-Koch-Bad“, das im Herbst 2006 abgebrochen wurde. Eigentümer der Immobilie ist die Stadt Bad Orb. Der Mieter und Betreiber ist die 2005 gegründete Toskanaworld GmbH, die mit dem Slogan Toskana des Ostens zunächst zwei Thermen in den neuen Bundesländern – Bad Sulza (Thüringen) und Bad Schandau (Sachsen) – eröffnet hatte; sie übernahm auch das Kurhaus-Hotel Bad Orb.

#### Bauwerke in der Altstadt

##### Kirchen
Es gibt zwei katholische Gotteshäuser, St. Martin und St. Michael, sowie ein evangelisches Gotteshaus, die Martin-Luther-Kirche.
- Die Martinskirche ist eine Hallenkirche aus dem 14. Jahrhundert mit romanischem Turm und gotischem Chor. Sie brannte am ersten Weihnachtsfeiertag 1983 völlig aus. Der 1985 wieder eingeweihte Bau ist eine Rekonstruktion.

- Die evangelische Martin-Luther-Kirche ist ein schlichter neogotischer Bau des Architekten Ludwig Hofmann von 1903 (1953 durch einen Anbau vergrößert) mit zwei Leihglocken (17. und 18. Jahrhundert) aus Schlesien (Reichenstein) und aus Ostpreußen (Pillkallen), die auf dem sogenannten Glockenfriedhof in Hamburg der Einschmelzung entgangen waren. Durch die Zugehörigkeit zum Kurfürstentum Mainz war Bad Orb stets katholisch geblieben, für das 18. Jahrhundert lässt sich aber schon eine kleine evangelische Gemeinde in Bad Orb nachweisen.[108] Diese erhielt aber erst um die Wende zum 20. Jahrhundert die rechtlichen und finanziellen Voraussetzungen zu einem eigenen Kirchenbau.

- St. Michael ist ein Neubau (1964) von Johannes Reuter, einem Architekten aus Kassel-Wilhelmshöhe, eine hexagonale Halle mit großem Relief des Erzengels, umgeben von und lichtdurchfluteten Betonwaben; im gleichen Stil ist der hohe schlanke Turm gehalten. Seit September 2016 ist die Kirche geschlossen, da der Turm baufällig war und die Sicherheit der Besucher nicht gewährleistet werden konnte.[109] Im Frühjahr 2021 wurde er abgerissen. Die Glocken wurden in die Martinskirche gebracht und dort aufgestellt. Im November 2023 wurde die Kirche teilprofaniert und der größte Teil der Kirche damit einer weltlichen Verwendung geöffnet. Geplant ist eine Kletterhalle im Kirchenschiff. Die Marienkapelle bleibt von der Profanierung ausgenommen und besteht als kleines Gotteshaus weiter.[110]

St. Martin
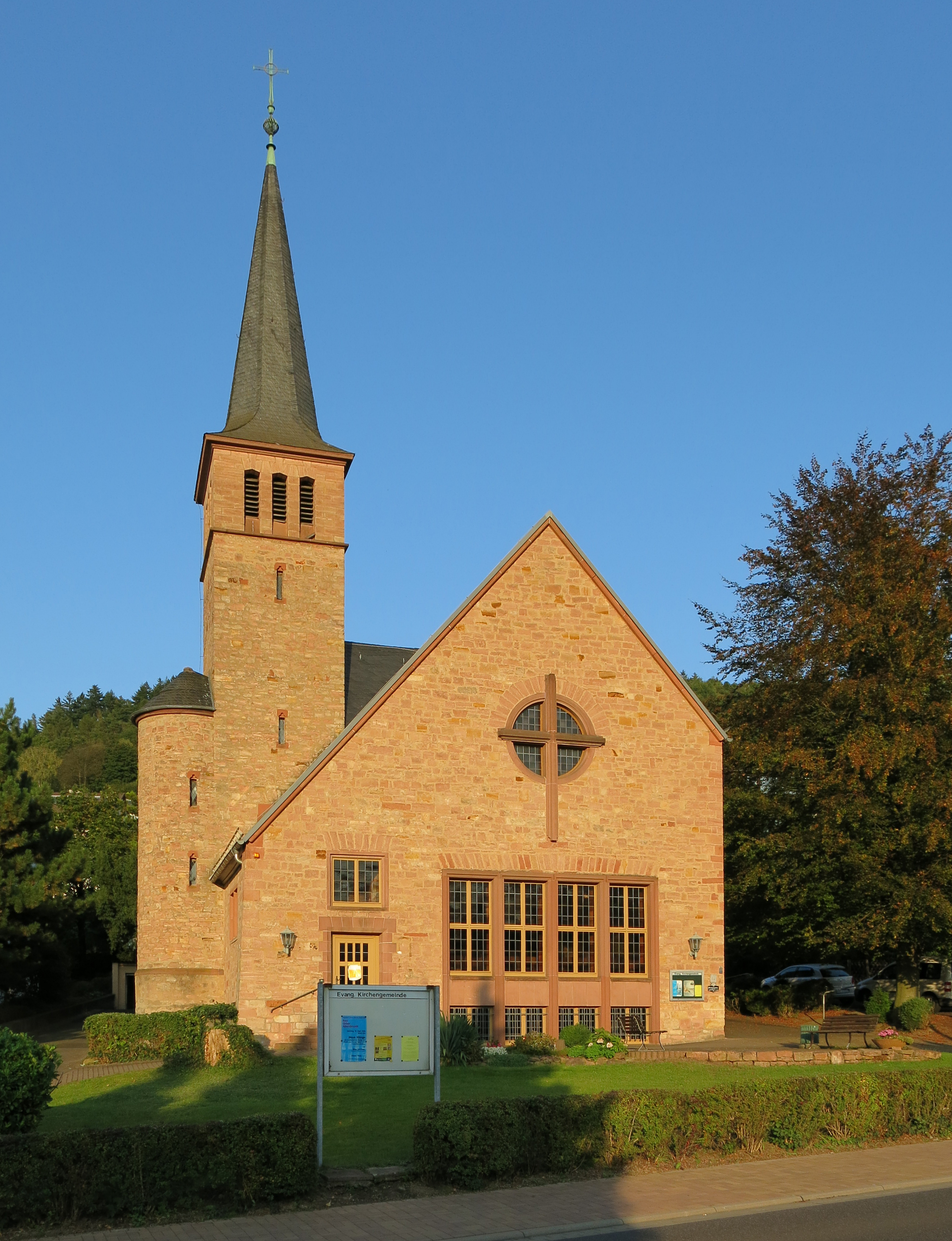
Martin-Luther Kirche
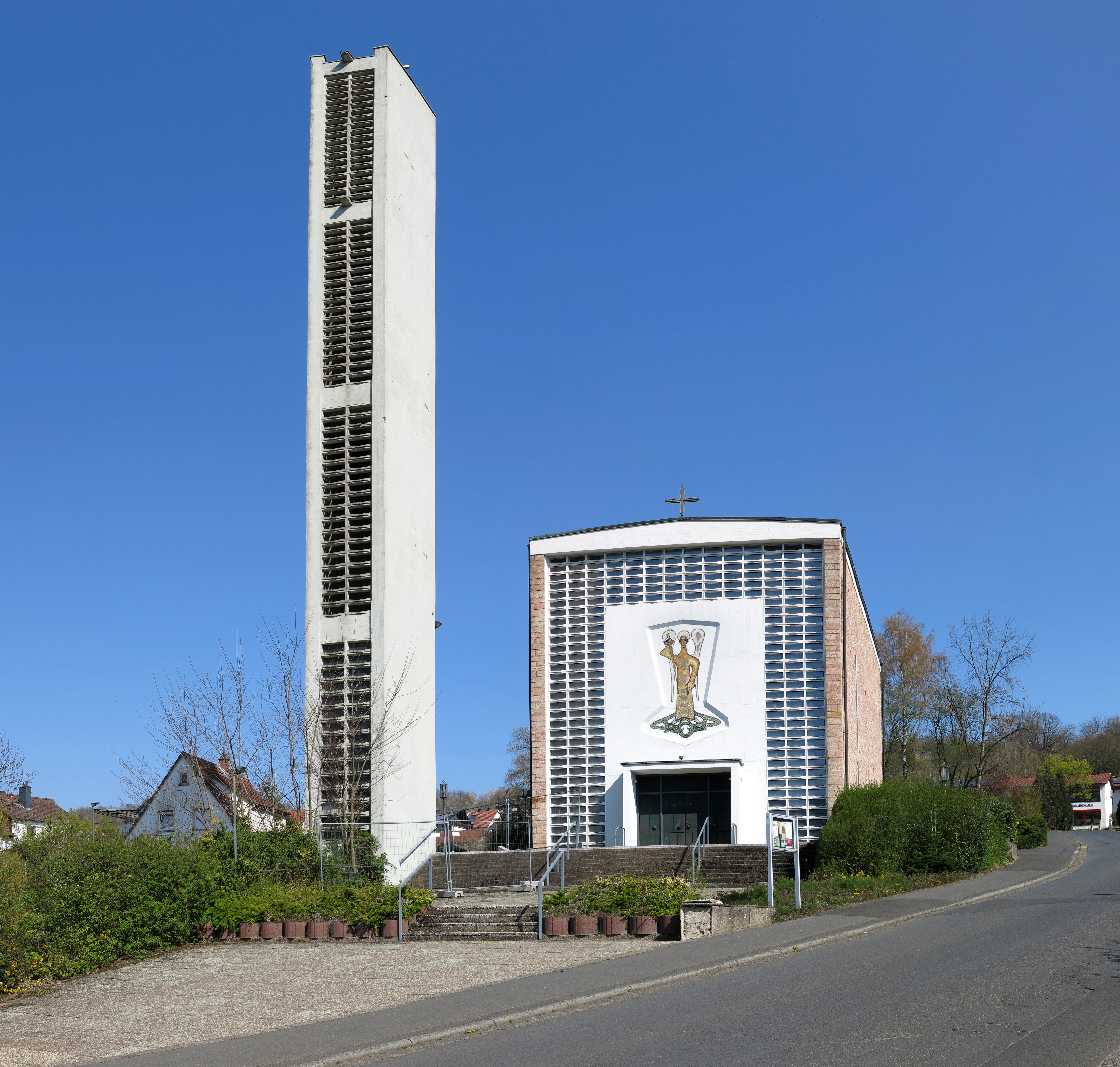
St. Michael 2020

##### Fachwerkhäuser
Die Altstadt von Bad Orb verfügt über eine Reihe von typisch fränkischen Fachwerkhäusern; die ältesten von ihnen haben ein steinernes Untergeschoss. Zumeist mischen sie sich vereinzelt in die jüngere Bausubstanz; lediglich die „Kirchgasse“ ist eine geschlossene Fachwerkzeile.

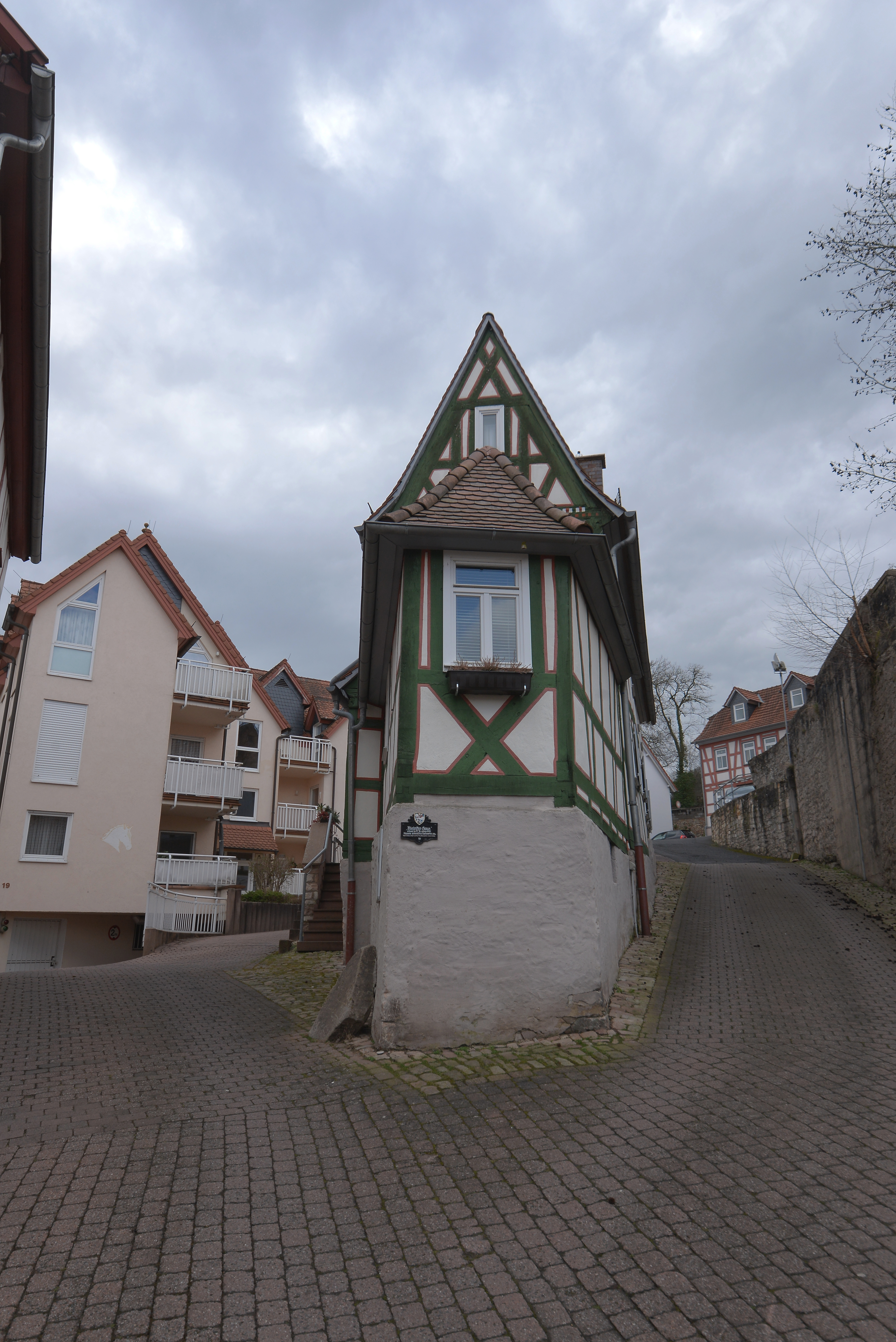
Das kleinste Fachwerkhaus in ganz Hessen

Zu den markanten Gebäuden innerhalb der Stadtmauern gehören:
- die beiden Patrizierhäuser, Hauptstraße 28 und 30, mit figuralem Schnitzornament (das linke datiert auf 1607),
- Kanalstraße 44 (anfangs Sitz der Hufnagel’schen Kinderheilanstalt)
- die Sudpfanne in der Obertorstraße 4, sowie das älteste Fachwerkhaus der Stadt in der Obertorstr. 6 (historisches Gasthaus oder Bäckerei, um 1550), auch „Haus Alt Orb“ genannt mit einem sehenswerten historischen Gewölbekeller.
- das Salzgrafenhaus (datiert 1695), Gretenbachstraße 15,
- alle Häuser in der vom Marktplatz ausgehenden Kirchgasse (17. und 18. Jahrhundert). Darunter ist das kleinste Haus Hessens (Kirchgasse 23, an seiner Schmalseite nur 1,58 m breit) wurde bis 2013 von dem Künstler Helmut Jahn bewohnt, einem Vertreter des abstrakten Expressionismus, dessen Monumentalwerk Augengarten (7 × 32 Meter) sowohl auf der Landesgartenschau als auch im Frankfurter Hauptbahnhof gezeigt wurde.

Wie allgemein üblich außerhalb der Stadtmauern liegen
- das Henkershaus in der Meistersgasse (datiert 1707, jedoch auf älterem Kern), möglicherweise auch das Haus des Schinders oder Abdeckers,
- die Lohmühle im Gerberviertel (1831), ebenfalls auf einen Vorläufer zurückgehend.

Außerhalb der Stadtmauern liegt auch die ehemalige Gastwirtschaft Goldenes Rad (1605) in der Wendelinusgasse am Wendelinusbrunnen. „Es ist das älteste Haus außerhalb der Stadtmauern in Orb und eines der ältesten überhaupt“. Der Außenschmuck ist nicht historisch, sondern wurde von dem zurzeit dort ansässigen Antiquitätenhändler angebracht.

##### Burg und Stadtbefestigung

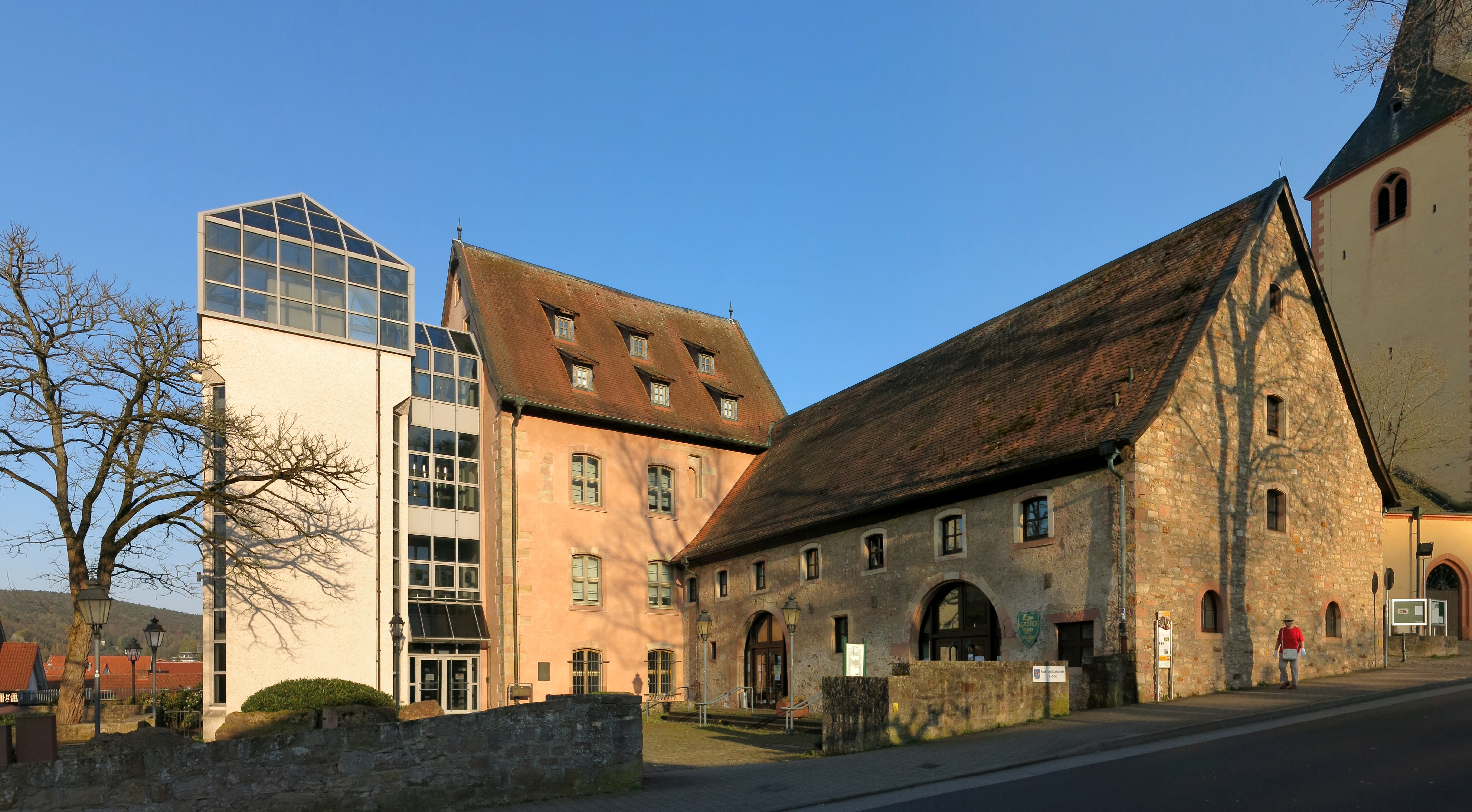
Einstige Burganlage, heute Museum und Haus des Gastes

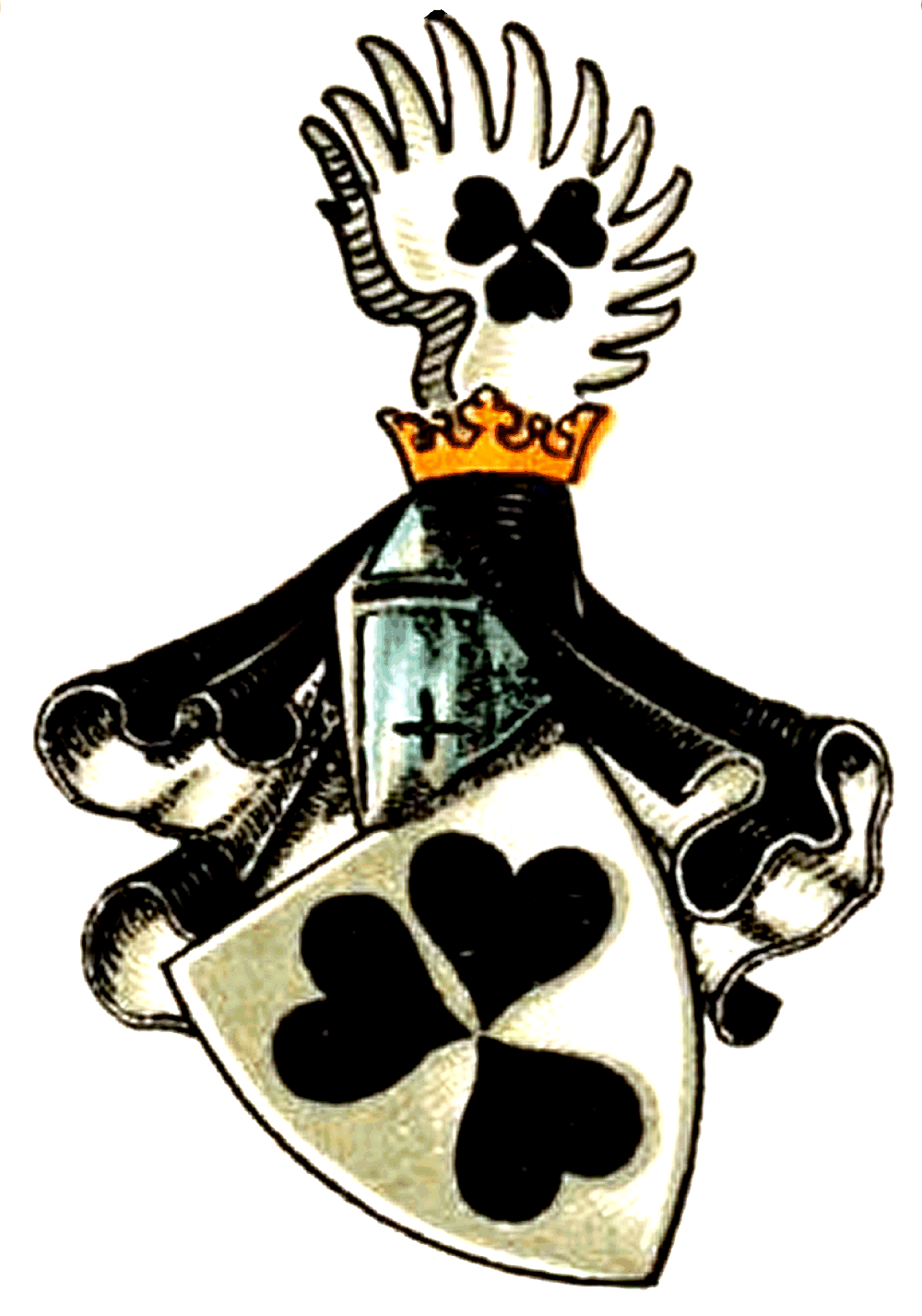
Wappen der Herren von Milchling

Von der einstigen Burg Bad Orb der Herren von Milchling – möglicherweise im Kern die ältere Burg Orbaha – stehen noch der in den Jahren 1986 bis 1988 restaurierte Palas (heute Museum) sowie die ehemalige Zehntscheune, 1981–1982 als „Haus des Gastes“ (Vortragssaal) eingerichtet. Im Jahre 2009 wurden Burg und Zehntscheune unter den Schutz als Kulturgut, gemäß der Haager Konvention gestellt. Sie wurden mit dem blauweißen Schild als schützenswertes Kulturgut gekennzeichnet.
Ein Teil der Stadtmauer des späten 13. Jahrhunderts mit einem eckigen Wehrturm und einem Torbogen ist in der Nähe der Philipps- und Ludwigsquelle erhalten; an der Mauer befindet sich auch eine Zapfstelle für diese fluoridhaltigen Natriumchlorid-Säuerlinge (13 °C, pH-Wert 6) sowie eine nördlich der Stadt gelegene dritte Quelle (Martinusquelle). In den beiden Brunnentempeln vor der Stadtmauer (1959 und 1961 errichtet) sprudelt indes nicht das echte Quellwasser, sondern (nicht trinkbares) Süßwasser; die Brunnenstuben in mehr als 70 m Tiefe beabsichtigt die Stadt zu schützen.
Nach einem Brand von 1838 wurden Wehrgänge, Zinnen und elf halbrunde Türme der Stadtbefestigung abgetragen. Beim Wiederaufbau der Häuser nach dem Brand wurden mehrere Scheunengiebel den noch stehen gebliebenen Mauerstümpfen aufgesetzt. In diesen „Scheunen“ befinden sich heute teilweise Künstlerwerkstätten und Gaststätten.
Der Wassergraben, der einst die Stadtmauer umschloss, ist noch rudimentär erkennbar.
Von vormals drei Stadttoren steht nur noch das „Obertor“; die anderen beiden Tore wurden niedergelegt: das „Untertor“ 1838 und das „Josstor“ (auch „Jössertor“ und „Ketzertor“) 1823. Anstelle des Untertors steht heute ein Bogen aus Edelstahl und der Schwalbach-Brunnen von 1998.

#### Bauten der Bayerischen Zeit
Während der „Bayerischen Zeit“ (1814–1866), die in Orb gleichzeitig das wirtschaftliche Ende der Salzproduktion und der Überbevölkerung beschreibt, herrschte eine große Armut. Sie ist dennoch im kollektiven Gedächtnis positiv haften geblieben. In dieser Periode hat die Stadtentwicklung große Fortschritte gemacht. Noch heute erinnern einige Gebäude an diese Periode.

##### Königliches Landgericht

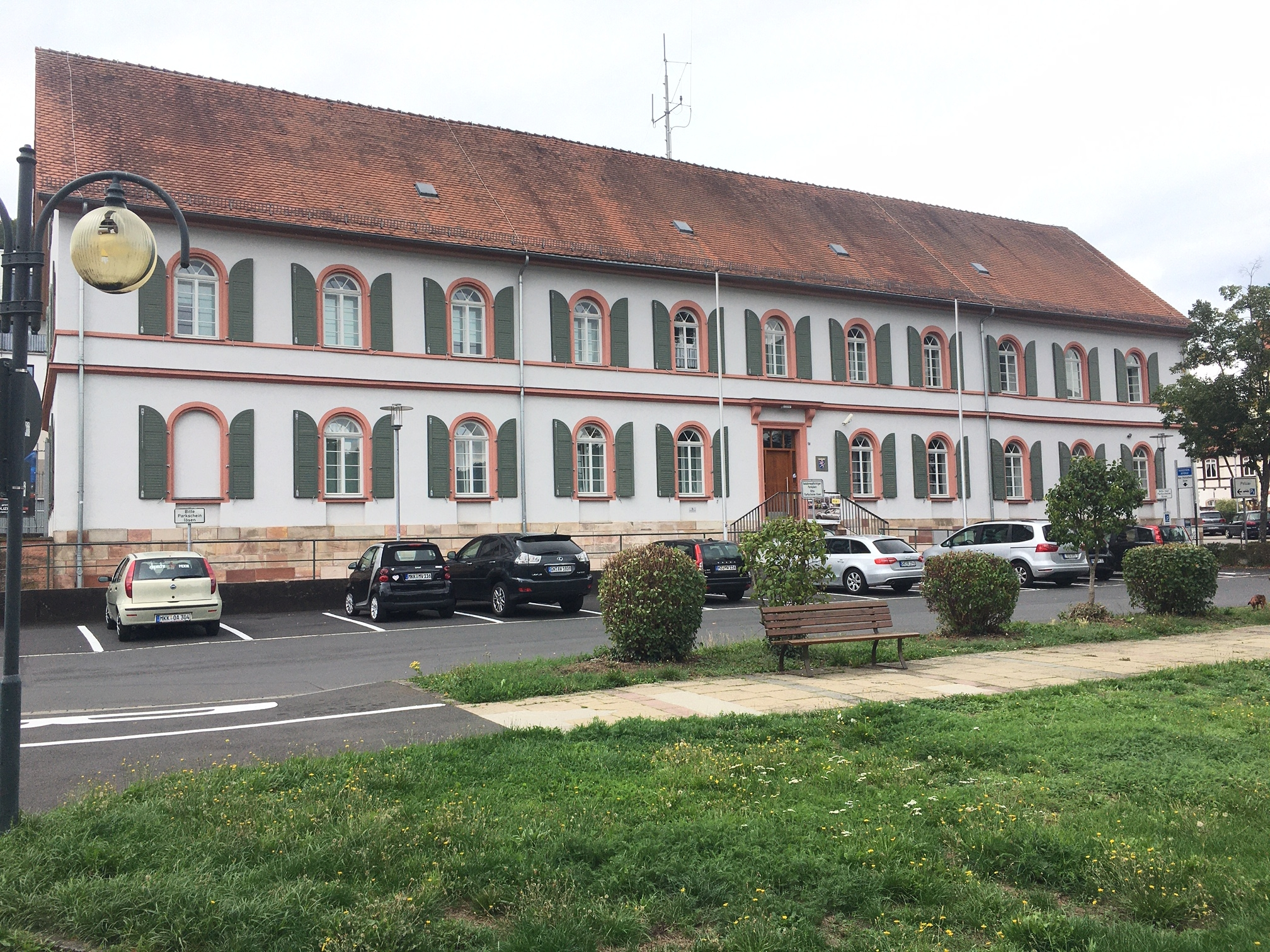
Ehemaliges Amtsgericht Orb (heute Polizei)

Sofort nach Übernahme durch die Bayerische Verwaltung, 1814 erhielt Orb ein Landgericht. „In dem Sauerborngarten, im Süden der Stadt zwischen dem Salinenhof und der Stadtmauer wurde 1821 das Landgerichtsgebäude … errichtet und im Jahre 1822 eröffnet“.
Das zunächst noch kleine, jedoch markante, 5-achsige, einstöckige Gebäude, auf einem Sandsteinsockel, war mit doppeltem Gurtsims zwischen den Geschossen, roten Sandsteinleibungen um die Rundbogenfenster mit grünen Fensterläden ausgestattet. Es wurde später, als preußisches Amtsgericht, stilgerecht zu seinem heutigen Erscheinungsbild mit 11 Achsen erweitert. Erschlossen wird es über eine mittig angeordnete, doppelte Treppe.
Die Funktion eines Amtsgerichtes behielt es noch bis zum 1. Juli 1968. Seitdem befindet sich in dem schmucken Bau am Kurpark die Polizeidienststelle der Stadt.

##### Hospital

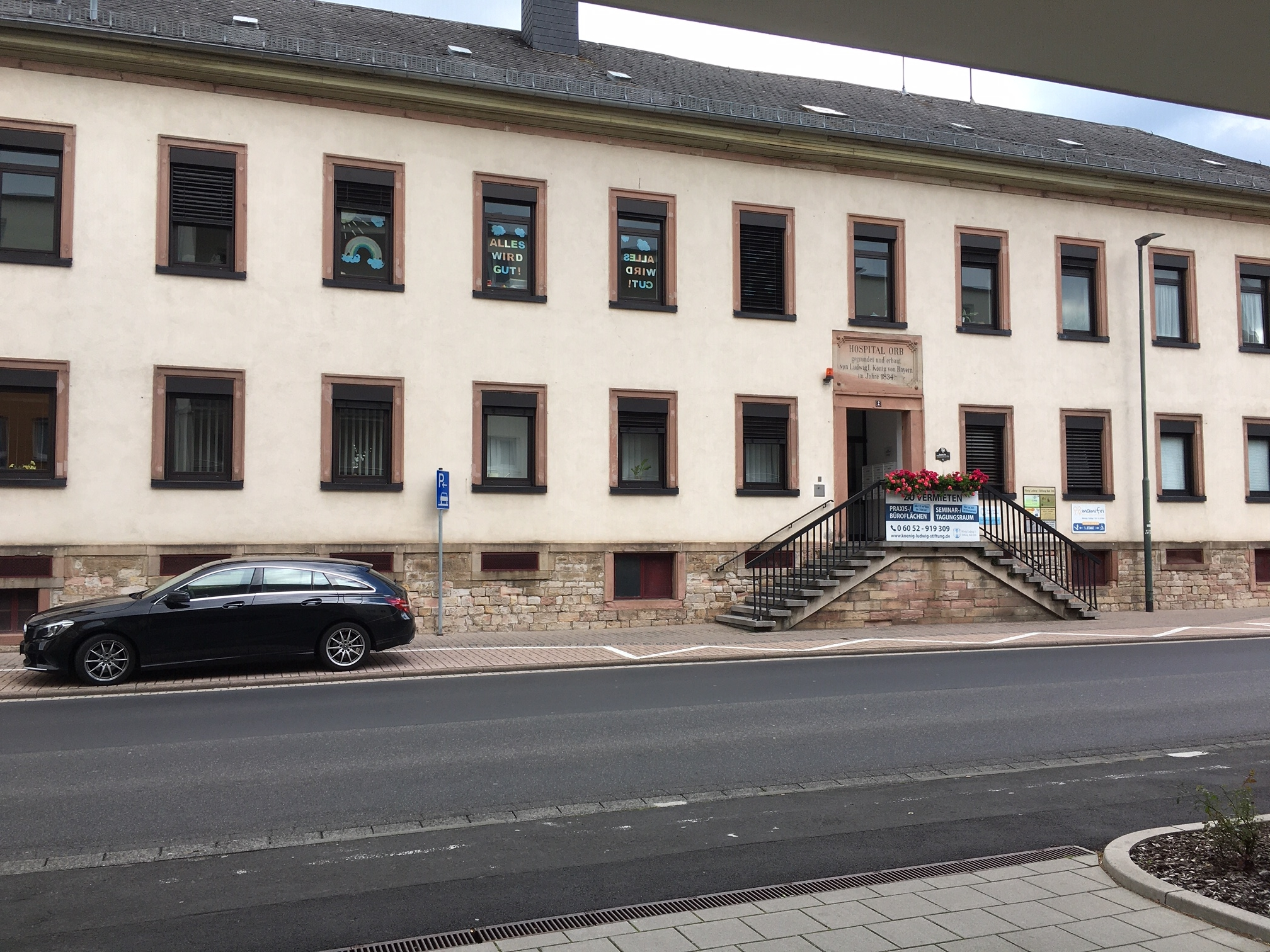
Gebäude des ehemaligen Hospitals Orb

Die städtische Verwaltung von Orb machte 1835 die Bayerische Staatsregierung auf die große Armut in der Stadt aufmerksam. Daraufhin „ordnete die königliche Regierung des Untermainkreises im Auftrag des Königs Ludwig I. eine Sammlung im ganzen Königreiche, für die Stadt Orb“ an. Zu den bei dieser Aktion eingegangenen 50.000 Gulden genehmigte die Staatsregierung nochmals 40.000 Gulden aus eigenen Mitteln. Von einem Teil dieses Geldes wurde an der Frankfurter Straße, als Ersatz für das hinfällige Spital, in den Jahren 1837–1839 ein neues Krankenhaus errichtet. Es entsprach allen Anforderungen der damaligen Zeit. Die restlichen Mittel waren „der Grundstock des Hospitalvermögens“ und wurden auch für vielfältige andere soziale Maßnahmen aufgewandt.
Das lange, einstöckige Gebäude, mit einem Hochparterre auf einem Sandsteinsockel, hat als Schmuckelement Fensterleibungen aus Sandstein. Erschlossen wird es über eine mittig am Gebäude angeordnete, doppelte Treppe. Über dieser Treppe und dem Eingang erinnert eine Inschrift auf einer Sandsteinplatte an König Ludwig I. als Gründer und Erbauer des Hospitals. Dazu wird die Jahreszahl 1834 angegeben. Sie entspricht vielleicht einer ersten Planung, tatsächlich aber eingeweiht wurde das Hospital erst im März 1840 und erfüllte 150 Jahre lang die Funktion des örtlichen Krankenhauses.
Ende des 20. Jahrhunderts erfolgte hinter dem klassizistischen Bau, auf den Orbbach hin, ein wesentlicher An- und Ausbau des Krankenhauses, mit behindertengerechtem Zugang. Heute dient das immer noch ansehnliche Gebäude, mit seiner schlichten Eleganz, an der Frankfurter Straße 2, unter anderem als Sitz der König Ludwig I. Stiftung Bad Orb. Der moderne Anbau dahinter wurde zum Rathaus der Stadt Bad Orb.

##### Siedlung Ziegelhütte
„Eine segensreiche Stiftung“ der Bayerischen Zeit war die sogenannte „Neuhäuserstiftung“. Durch sie wurden in den Jahren 1840/41 „unterhalb der Salinenziegelhütte“ 12 Doppelhäuser errichtet. Sie „sollten 5 bis 8-köpfigen Familien Unterkunft bieten“. Die Häuser waren mit Keller, einem Kuhstall und Futterkammer ausgestattet, im Hof waren „Schweinestall und Mistenstätte“. Die neue kleine Siedlung, damals am Stadtrand gelegen, wurde 1848 mit einer neuen Straße in Richtung Aufenau ausgestattet.

##### Das königliche Rentamt
Etwas verborgen in der Pfarrgasse, unterhalb der Burg und daher unauffällig, ist das ehemalige königliche Rentamt. Es dient heute als privates Wohnhaus.

##### Das neue Gretenbachviertel
Nach einem großen Brandereignis 1852, in dem das Gretenbachviertel zerstört wurde, kam es zu einem 2. Spendenaufruf in Bayern, für die Stadt Orb. Das gute Ergebnis dieser Sammlung ermöglichte einen modernen Wiederaufbau von „Wohnhäusern aus Stein und die getrennte Verlegung der Scheunen und Stallungen auf die gegenüberliegende Seite der Gutenbergstraße“. Teile der damals entstandenen Gebäude, insbesondere auch die Gemeinschaftsscheunen an der Stadtmauer sind bis heute erhalten. Sie sind jedoch zum Teil für Wohnzwecke umgestaltet.

##### Türmchen auf Obertorturm
Während das Jössertor (1823) und das Untertor (1838) niedergelegt wurden, erfuhr das Obertor, vielleicht wegen seiner Funktion als Gefängnis, noch eine Aufwertung. Klein und unbedeutend, aber dennoch auffällig ist der Dachaufbau mit einem kleinen Türmchen, mit dem in der Bayerischen Zeit der Obertorturm geschmückt wurde.

#### Sonstige Bauwerke

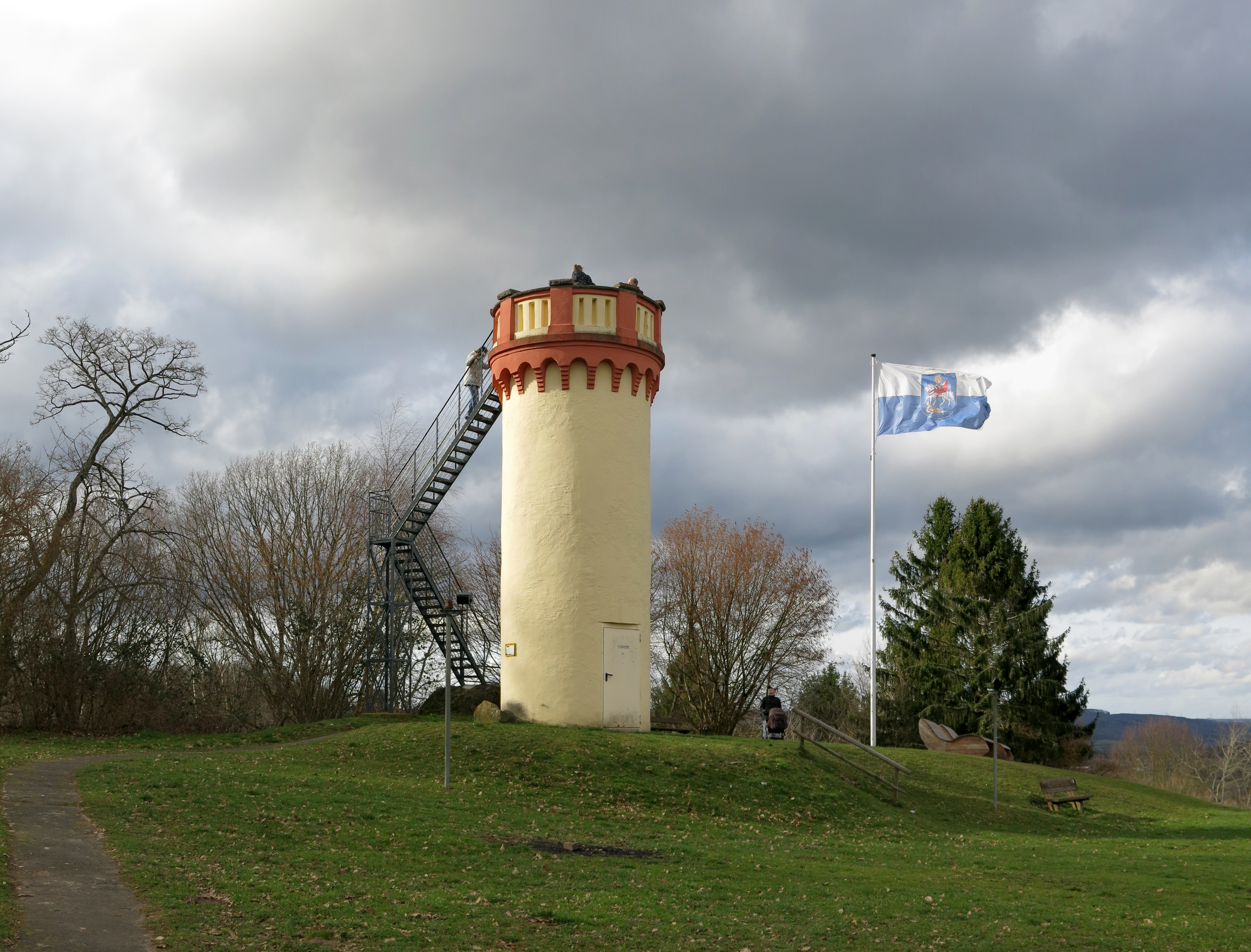
Wartturm Bad Orb

- Der neun Meter hohe Wartturm – einst Teil der Stadtbefestigung – thront über der Stadt auf dem 293 m hohen Molkenberg und ermöglicht einen Blick über Bad Orb bis ins Kinzigtal hinein und bei klarem Wetter bis in den Vogelsberg mit dem Hoherodskopf und dem Taufstein. Es ist der Turm, in dem Peter von Orb eingesperrt gewesen sein soll. Der sogenannte „Fuchsstein“ vor dem Turm ist noch deutlich zu erkennen.
- Das historische Empfangsgebäude des Bahnhofs von 1925/1926 ist ein Kulturdenkmal. Die im Innenraum großflächig, über 4 Seiten hinweg angelegten, expressionistischen Bilder von Hans Brasch symbolisieren die Heilquellen, die Jahreszeiten und die typischen Berufe Orber Bürger zu Beginn des 20. Jahrhunderts.

### Parks

#### Kurpark
In der Nähe des Eingangs begrenzt der Gradierbau der ehemaligen Saline den Kurpark im Westen. Der Park wurde 1900 im Stil eines englischen Landschaftsgartens gestaltet und ist eine der letzten Konzeptionen von Heinrich Siesmayer, dem Gartenbauarchitekten, der unter vielen anderen Anlagen auch den Palmengarten in Frankfurt schuf. Durch den Park fließt der gefasste, streckenweise in zwei Teilströme aufgefächerte Orbbach, von dem ein Teil einen angelegten Teich durchströmt.
Im Kurpark befindet sich die 1958 eröffnete Konzerthalle. Sie bietet bis zu 880 Personen Platz und damit den Rahmen für Tagungen, Seminare, Kongresse und Kulturveranstaltungen aller Art. Das Gebäude wird als hochwertiges Kulturdenkmal und Zeitdokument eingestuft. Eine Konzertmuschel im Park neben der Konzerthalle, dient für kleinere Konzerte und sommerliche Veranstaltungen.
Seit dem Jahr 2000 bereichert auch ein Lehrkräutergarten den Kurpark. Bei gezielten Führungen kann man darin rund 200 verschiedene Pflanzen, überwiegend heimische Heilpflanzen, kennen lernen.
Südöstlich an den Kurpark anschließend finden sich: eine der Kneipp-Anlagen, ein Fitnessparcours, Tennisplätze, eine Minigolfanlage und etwas weiter ein Freibad und ein Spielplatz.

#### Spessart-Wildpark
Historische Keimzelle des Wildparks ist der im 19. Jahrhundert von der bayerischen Regierung wiederaufgeforstete Orber Stadtwald, der schnell einen reichhaltigen Wildbestand entwickelte. Wohlhabende Frankfurter gründeten 1861 die Orber Jagdgesellschaft. Auf die Jagdherren gehen auch drei markante Gebäude Bad Orbs zurück. Es sind die im Stadtgebiet liegenden Villen Diana und Hubertus und die Haselruhe am Ende des Haseltals gelegen, ein aus Skandinavien importiertes Holzhaus, auf solidem Fundament aus Orber Buntsandstein. Der Erste Weltkrieg beendete diese Tradition, ein Truppenübungsplatz wurde 1914 angelegt und das Wild vertrieben. 1934 wurde ein erster Wildpark angelegt, der 1937 verlegt und 2002 modernisiert wurde.
Bis Ende 2012 bestand ein Park mit frei laufendem Rotwild, asiatischen Sikahirschen, Mufflons, Flachlandwisenten, Eseln, Ziegen und Kaninchen, erschlossen durch mehrere Spazierwege und ursprünglich zwei Cafés, von denen noch eines besteht. Aufgrund finanzieller Schwierigkeiten konnten weder die Stadt noch ein privater Pächter den Betrieb des Parks aufrechterhalten, fast alle Tiere wurden an andere Einrichtungen vermittelt und das Gelände verwahrloste. Ende 2013 übernahm ein neuer privater Pächter den Park, und nach Renovierungsarbeiten wurden neben wenigen aus dem alten Park verbliebenen Ziegen, eine Wisentmutter mit Kalb, Strauße sowie Turopolje-Schweine angesiedelt. Im neuen Park sind die Tiere eingezäunt. Mehrfach wurden Tiere aus dem Park entwendet. Des Weiteren wurden Tiere von Besuchern totgefüttert, mit Farbe besprüht und anderweitig geschädigt.

#### Labyrinth im Quellenpark
Seit August 2019 gibt es in Bad Orb ein Labyrinth. Es liegt im Quellenpark, am Ende des Quellenrings, von zwei Seiten durch die historische Stadtmauer geschützt, in der Nähe des Quellentempels der Philippsquelle. Gestaltet hat es der Labyrinthplaner Gernot Candolini. Der meditative Ort hat in seinem Zentrum einen Berg-Ahorn und umfasst sieben Umgänge. Vorbild für das Orber Labyrinth ist das berühmte historische Labyrinth, in der Kathedrale von Chartres. Die Wiese zwischen den Labyrinth-Wegen ist derzeit mit Blühstreifen geschmückt.

#### Spazier- und Wanderwege
Weitere Infrastrukturen am Süd- und Ostrand des Kurparks sind:
- der Brückchenweg, die (Willi-Heim-Promenade), führt als Fortsetzung der Kurpromenade ins obere Orbtal und nach etwa 2 km bis zur Kneippanlage und zum Spessart-Wildpark. Er ist gleichzeitig
- ein Naturlehrpfad, der mit Schautafeln und Musterpflanzen die Natur in und um Orb erklärt
- der Orber Dornsteinweg, ein etwa 9 km langer Europäischer Kulturwanderweg, der in 6 Stationen die Geschichte der Stadt und der Salzproduktion in der Saline beschreibt
- ein Barfußpfad, der am Ende des Kurparks beginnt und parallel zum Brückchenweg bis zur Kneippanlage am Wildpark läuft
- ein Besinnungsweg
- ein Skulpturenweg am Neuro-Orthopädischen Reha-Zentrum
- Wege an der Küppelsmühle, einer ehemaligen Mühle mit Gastwirtschaft aus dem 17. Jahrhundert, die zur Reha-Klinik umgebaut und umfunktioniert wurde.

### Naturdenkmäler

#### Madstein

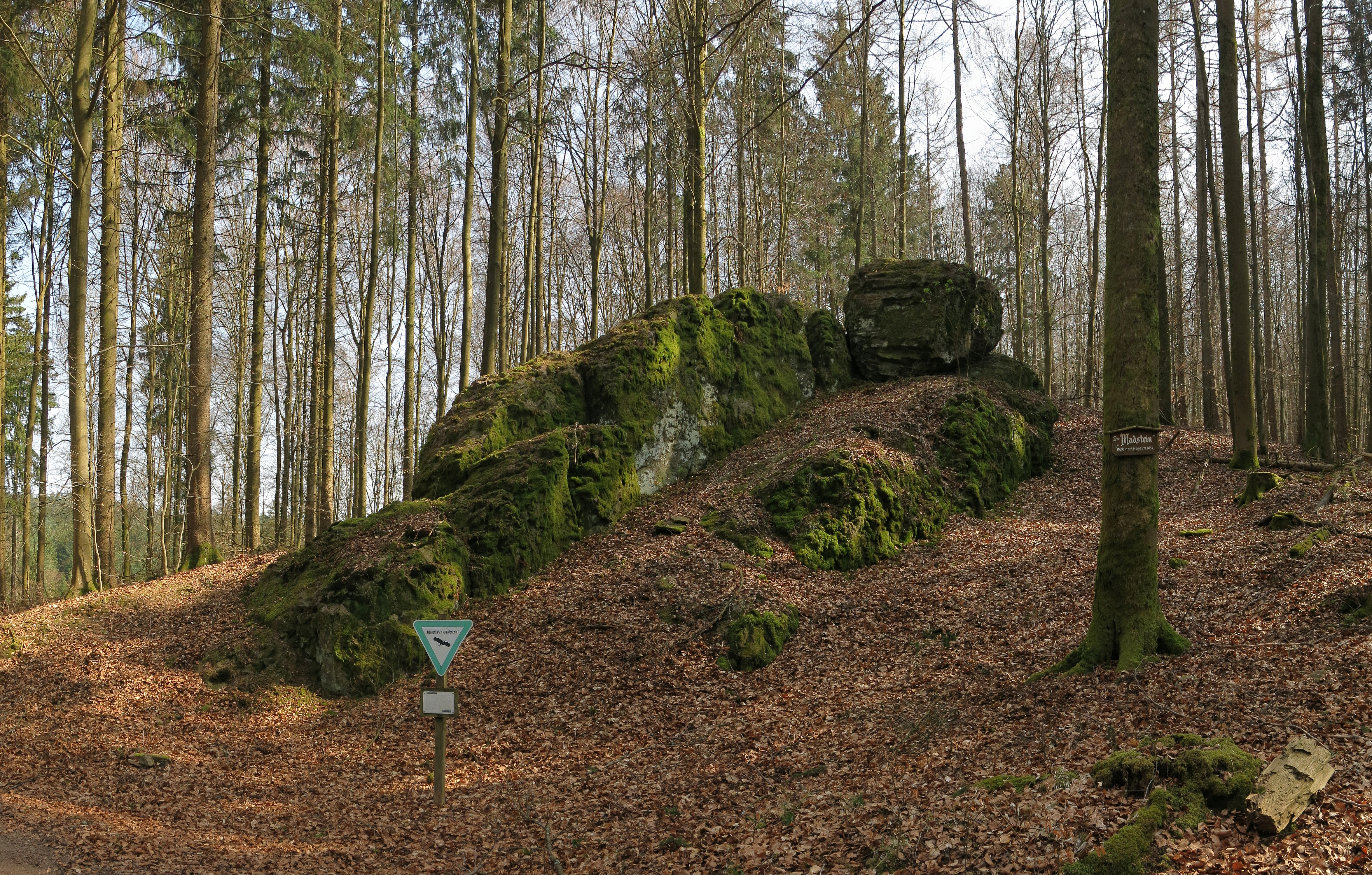
Madstein

Im sogenannten Orber Reisig, einem Waldstück südöstlich der Kurstadt zwischen Orbquelle, Golfplatz und Beilstein, erhebt sich am Nordhang des Hohen Bergs der sogenannte Madstein, ein stark bemooster Basaltblock, der geologisch mit den Formationen am Beilstein verwandt ist.
Um diesen Felsen rankt sich die mittelalterliche Sage der Magd Vroni, die sich gegen sexuelle Übergriffe ihres Dienstherrn, des Kirchenpflegers Hans Riemer, zur Wehr setzen muss. Eines Tages ist der Kirchenschatz gestohlen und wird bei Vroni gefunden. Hans Riemer lässt sie wegen Kirchenraubs vor Gericht bringen, wo sie zum Tode verurteilt wird. Vroni beteuert ihre Unschuld. Der Richter aber verkündet: „So wenig Du jenen Stein – gemeint ist dieser Basaltblock – von der Stelle zu rücken vermagst, so wenig wirst Du eine Änderung des Urteils erwirken“. Vroni aber betet zur Jungfrau Maria, und es wachsen ihr Kräfte zu, die sie mühelos den Stein heben lassen. Der Richter erkennt darin ein Gottesurteil und spricht sie frei. Der Kirchenpfleger aber sinkt vom Bannstrahl getroffen zu Boden. Er gibt zu, dass er sich als zurückgewiesener Liebhaber rächen wollte, selbst den Kirchenschatz genommen und Vroni untergeschoben hat. Hans Riemer wird zum Tode verurteilt.

## Tourismus, Sport und Freizeit

### Wohnmobilstellplatz
Bad Orb verfügt über einen Wohnmobilstellplatz am Kurpark, nahe am Ortskern. Die Stellplätze sind mit Frischwasser und Stromanschluss ausgestattet.

### Sport

#### Vereine
In Bad Orb gibt es einen Turnverein (TV Bad Orb), zwei Geselligkeitsvereine (Viktoria e. V., Edelweiss e. V.), einen Angelsportverein (ASV Petri Heil Bad Orb), einen Schützenverein (Schützenverein Bad Orb e. V.), einen Fußballsportverein (FSV 1921 Bad Orb e. V.), einen Kegelverein (Die Neuntöter), einen Dartverein, einen Schachclub, einen Radfahrverein (Germania), die DLRG, einen Taekwondoverein, einen Hundesportverein (Verein der Hundefreunde) und einen Tennisclub.

#### Mountainbike
Für sportliche Radfahrer stehen rund um Bad Orb ausgeschilderte Mountainbikestrecken zur Verfügung. Hauptattraktion war die bis 2017 jeweils im September stattfindende Spessartchallenge, ein Duathlon, bestehend aus Stadtlauf, Mountain-Biken und Berglauf, bei dem sich die deutsche Ausdauerelite traf.

#### Golf
Ungefähr 5–7 km südlich von Bad Orb liegt der 18-Loch-Golfplatz des Golfclubs Bad Orb/Jossgrund e. V. auf dem Gebiet des ehemaligen Bombenabwurf-Übungsplatzes von Lettgenbrunn-Villbach.

### Bäder, Tennis-, Minigolf- und Kneippanlagen
In Bad Orb stehen den Bürgern und den Besuchern, neben der Toskana-Therme, Tennisplätze, eine Minigolfanlage, Spielplätze, drei Kneippanlagen und ein beheiztes Freibad zur Verfügung. Das Bad hat neben einem multifunktionalen Freizeitbecken mit Riesenrutsche, Massagedüsen und anderem mehr auch einen 2.500 m² großen Naturbadeteich, mit 50-Meter-Schwimmbahnen. Das Wasser wird in einem Regenerationsteich mit mineralischem Bodenfilter, bepflanzt mit heimischen Wasserpflanzen, natürlich aufbereitet.

### Schutzhütten, weitere Wanderwege, Radwegenetz

#### Schutzhütten in und um Bad Orb
Die Zeit der starken Entwicklung des Kurbetriebes in Bad Orb markiert auch den Ausbau des Wanderwegenetzes. Zugehörig sind die vielen, insbesondere wohl in den 1960er Jahren, errichteten Schutzhütten für Wanderer. Sie sind sowohl stadtnah, als zum Teil auch tiefer hinein in den Orber Reisig verteilt. Sie sind alle unbewirtschaftet. Die wichtigsten unter ihnen sind:
- Vordere Prim-Hütte, am Hang des Wintersberges, oberhalb des Kolpingweges,
- Hintere Prim-Hütte, L 3199, am Hang des Wintersberges,
- Kleffelberghütte, am Aufstieg vom Kaffee Waldfriede zum Horstberg, an den Orber Rundwegen 10 und 15 K 890,
- Letzerntälchenhütte, Philosophenweg, 9 Fußminuten Singletrail Orber Wanderweg 25,
- Hubertushütte, am Hubertusberg, vor dem Parkplatz Friesenheiligen,
- Scherf-Hütte, Doktor-Weinberg-Straße,
- Baiertalhütte, im Orbtal, an den Orber Rundwegen 8 und 9, neben dem Pfadfinderheim, K 890,
- Wald-Ruhe-Wiese Pfarrküppel, Haberstalstraße,
- Lauzenberghütte, oberhalb vom ehemaligen Kaffee Panorama, in der Nähe der Wanderwege 3 und 4,
- Schutzhütte An der Leimbachstraße,
- Untere Markberghütte, im Haseltal, am Spessartbundweg nach Mernes (roter Schrägstrich), an Rundwanderweg 4 und an der Haselstraße,
- Obere Markberghütte, im Haseltal, am Spessartbundweg nach Mernes (roter Schrägstrich) und an Rundwanderweg 4,
- Schutzhütte Am Roten Rain Eisenberghütte, am Eisenberg, am Grenzsteinwanderweg, und Rundwanderweg 1,
- Schutzhütte L 3199,
- Schutzhütte An der Bismarckeiche, L 2905,
- Fleischmannhütte.

Ein neues europäisches Förderprogramm, entstanden 2019, mit Unterstützung der hessischen und bayerischen Naturparke und Tourismusorganisationen des Spessarts, soll das Netz der Schutzhütten des gesamten Spessarts ergänzen und durch Anpassung an neue Wanderwege aktualisieren. In einem Wettbewerb ist ein Standard-Typ einer Schutzhütte für den Spessart entwickelt worden. Die Hütte Am Hörderstein auf dem Hubertusberg, am Fernwanderweg Spessartbogen gelegen, gehört zu diesem neuen Typ von Hütten, die neben der Grundausstattung: Bänken und Tisch, auch Informationen zu Wegen, Natur und Kultur der Umgebung anbieten.

#### Wanderwege
Über den Kurpark und seine nähere Umgebung hinaus ist Bad Orb von einem dichten Wanderwege-Netz, teilweise auch mit überörtlicher Bedeutung, umgeben.
- Spessartbogen - Auch der knapp 90 km lange Premiumwanderweg Spessartbogen führt durch Bad Orb. Ein Abschnitt, führt, von Mernes kommend über Bad Orb zum Biebergemünder Ortsteil Kassel[129]
- Ein Wanderweg nach Bad Soden von Kurpark zu Kurpark verbindet zwei nur wenige Kilometer auseinanderliegende Orte, die die gleichen Solequellen nutzten und doch – u. a. bedingt durch ihre unterschiedliche territoriale Zugehörigkeit – parallele, aber auch divergierende historische Entwicklungen nahmen. Erst in unserer Zeit sind beides Kurorte mit jeweils eigenem Charakter.
- Der Orber Dornsteinweg ist ein vom Archäologischen Spessartprojekt (ASP) entwickelter Kulturweg. Auf dem Weg werden auf 9 km Länge, etwa 950 Jahre Orber Lebens an den Salzquellen, die Kultur und ihre Natur in den Blick genommen. An sechs Stationen geben reich bebilderte Infotafeln ausführliche Auskunft.[130]
- Auf dem Höhenrücken zwischen Bad Orb und Salmünster (Große Kuppe) dokumentieren auf einem markierten Grenzsteinwanderweg eine Vielzahl von Grenzsteinen die Grenzziehung zwischen Kurmainz und dem Hochstift Fulda im 18. Jahrhundert, was der Grenze zwischen Bayern und dem Kurfürstentum Hessen (Hessen-Kassel) im 19. Jahrhundert entspricht (nicht aber der heutigen Grenze zwischen Bayern und Hessen!). Dann gab es als dritte Größe bis 1787 noch das kleine Territorium der Herren von Forstmeister zu Gelnhausen (1365 bis 1787), das Aufenau, Neudorf und Kinzighausen umfasste. Der Wanderparkplatz als Ausgangspunkt dieser auch mit dem Fahrrad befahrbaren Grenzlandwanderung heißt deshalb Dreiländereck. Dieser Wanderweg ist die Nummer 2 von 17, mit Nummern markierten Bad Orber Rundwegen. Er ist damit Teil eines Wegesystems, der mit gut markierten Zubringerwegen zu erreichen ist. An Kreuzungspunkten werden jeweils die Weglängen und Anschlusswege angegeben.[131]
- Spessartweg 3. Bad Orb ist das Ziel der 1. Etappe des am Bahnhof Bad Soden-Salmünster beginnenden 60 km langen Fernwanderweges Spessartweg 3. Der Premiumweg verläuft in Nord-Süd-Richtung. Weiteren Etappen, quer durch den Spessart führen schließlich nach Heigenbrücken im bayerischen Hochspessart. Dort besteht Anschluss, über den Spessartweg 2, bis zum Main. Mit dem Siegel „Qualitätsweg Wanderbares Deutschland“ des Deutschen Wanderverbands ausgezeichnet, ist der Spessartweg 3 reich an Kultur- und Natursehenswürdigem (Ruine Beilstein, Lettgenbrunn, Eselsweg, Wiesbüttmoor, Aubachtal, Habichsthal, Aubachseen, Heigenbrücken mit Wildpark, Kletterwald und Naturschwimmbad). Start- und Zielpunkt des Spessartweges 3 sind jeweils mit der Bahn erreichbar. Auf dem Weg von der Kinzig in den Hochspessart sind insgesamt 1.500 Höhenmeter zu überwinden. Der höchste Punkt liegt bei 520 m über NHN.[132]
- Spessartspuren sind kurze und einfache Wanderwege, die eher unter das Stichwort Spazierwandern einzuordnen sind. In Bad Orb sind mehrere dieser Wanderwege eingerichtet und mit einem entsprechenden Logo (siehe Bild) ausgestattet worden. Das sind:
  - „Wegscheide Bad Orb und Burgjosser Heiligen“, beginnt am Burgjosser Heiligen, ist 5 km lang und als sehr leicht eingestuft,
  - „Hohes Kreuz Bad Orb und Markberg“, beginnt am Parkplatz Hohes Kreuz, ist 6 km lang und ist als leicht eingestuft
  - „Bad Orber Quell- und Madstein-Spur“, beginnt am Parkplatz an der Orbquelle, ist 5 km lang und ist als leicht eingestuft.[133]

Wegmarkierung Spessartbogen
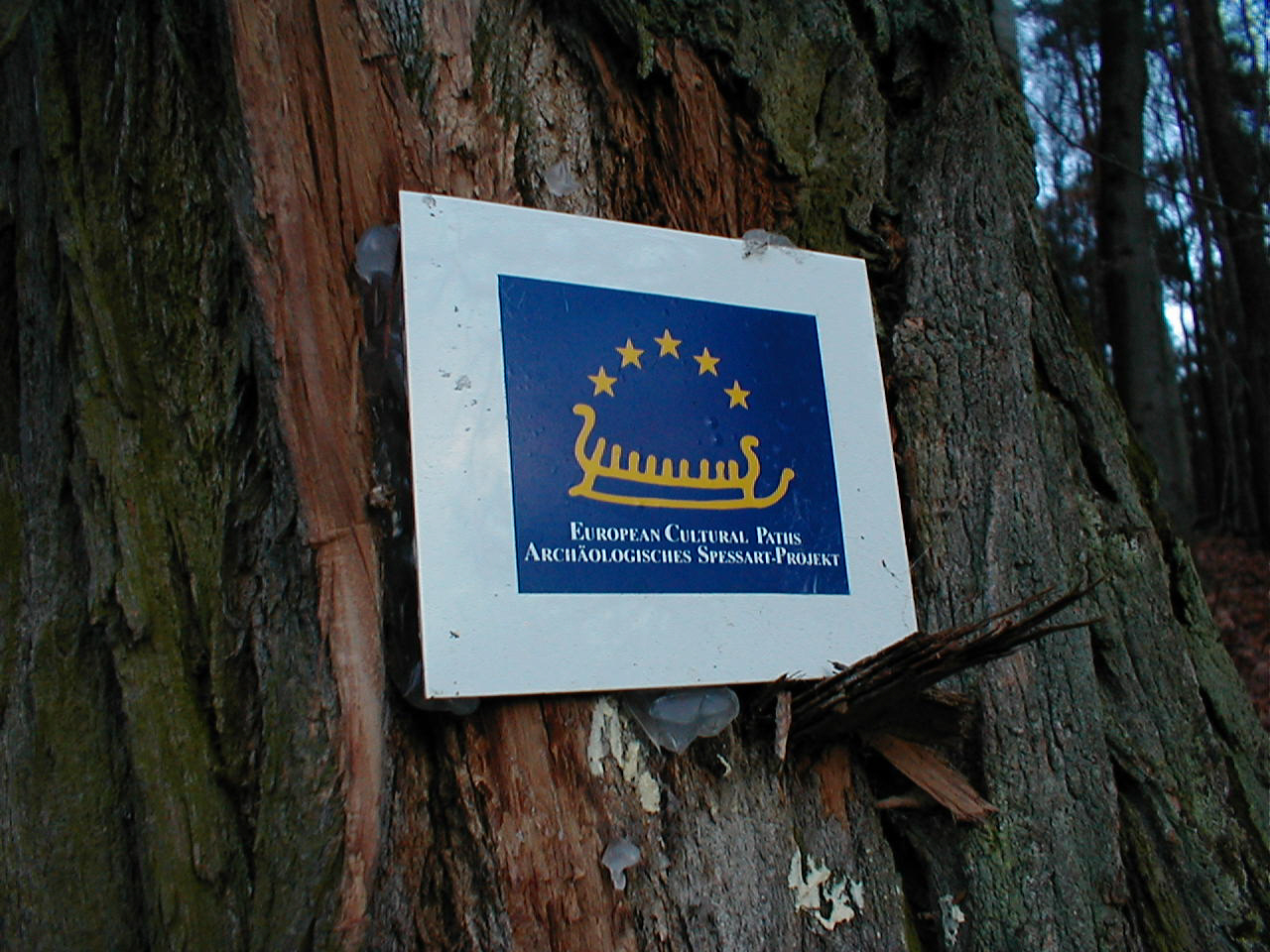
Hinweisschild am Orber Dornsteinweg
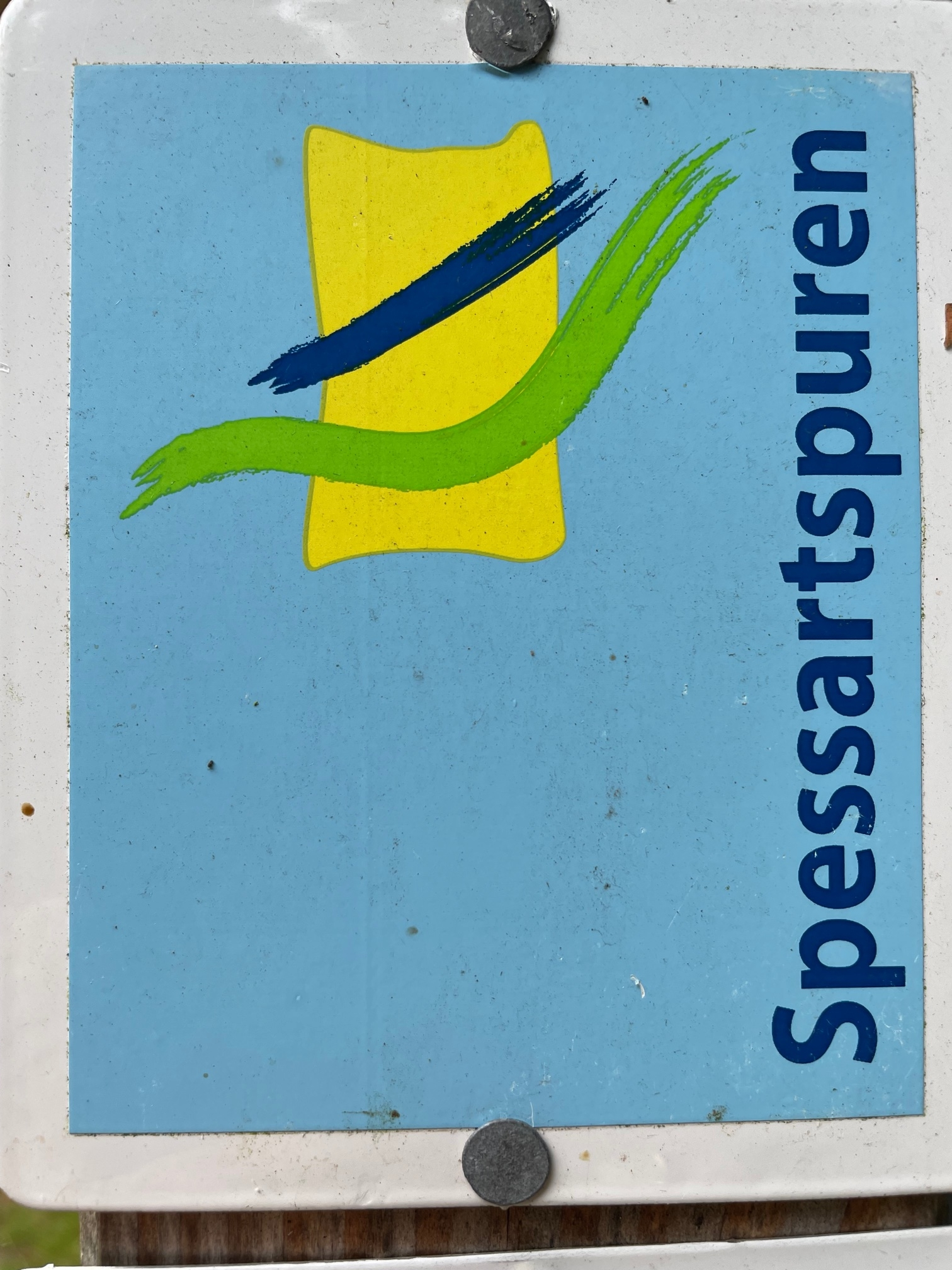
Wegmarkierung der „Spessartspuren“

#### Radwege
Bad Orb ist an das Radwegenetz Hessen, mit dem Vulkanradweg und dem Hessischen Radfernweg R3 angebunden.
Die Mittelalter-Radroute führt von Büdingen über Gelnhausen durch Bad Orb weiter bis nach Lohr am Main.

## Panoramen

Blick über die Stadt vom Salmünsterer Berg
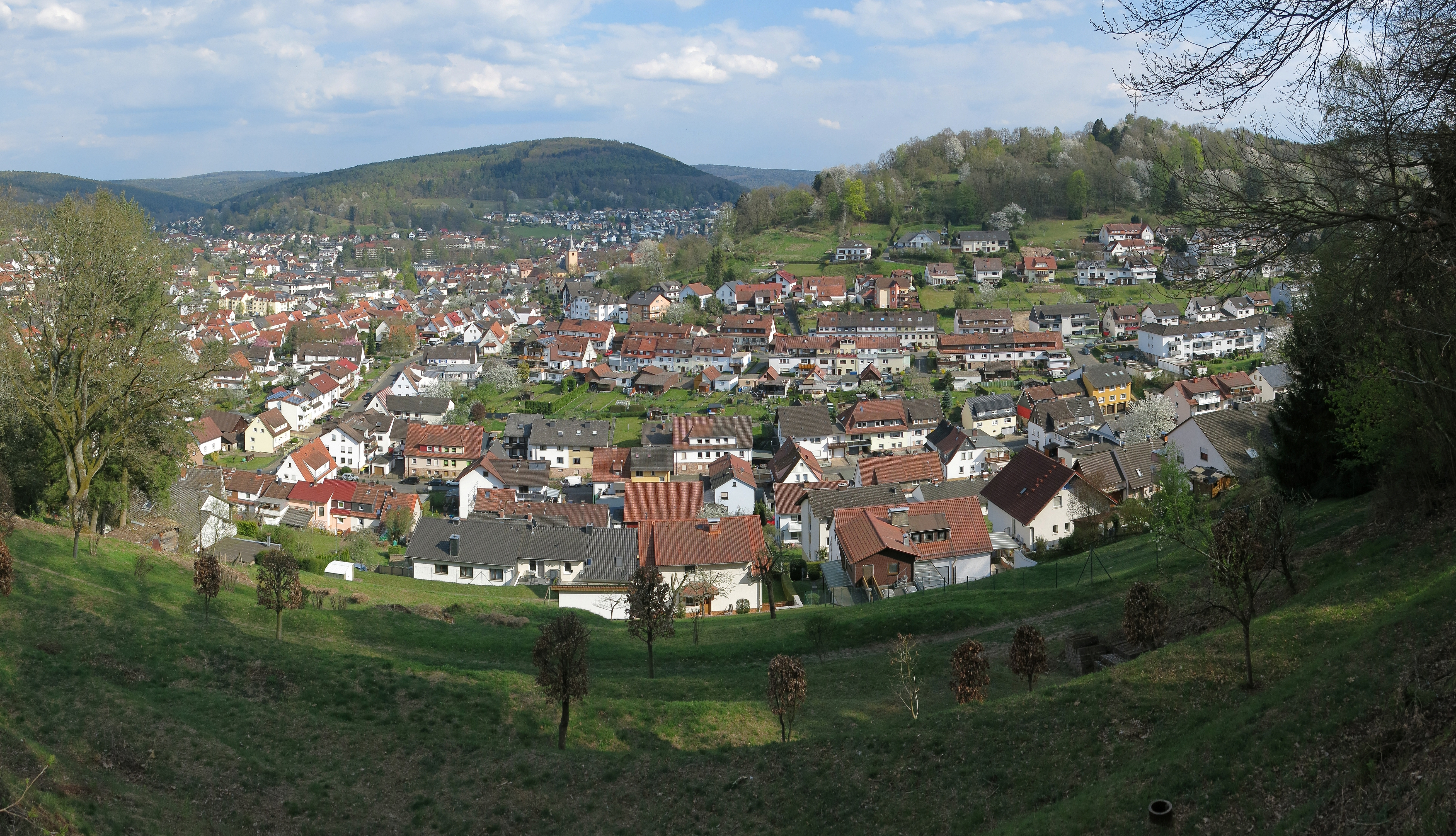
Blick über die Stadt vom Ehrenkreuz
Blick über die Stadt vom Wartturm auf dem Molkenberg; im Hintergrund: links Vogelsberg, mitte Große Kuppe, rechts Wintersberg

## Persönlichkeiten

### Ehrenbürger

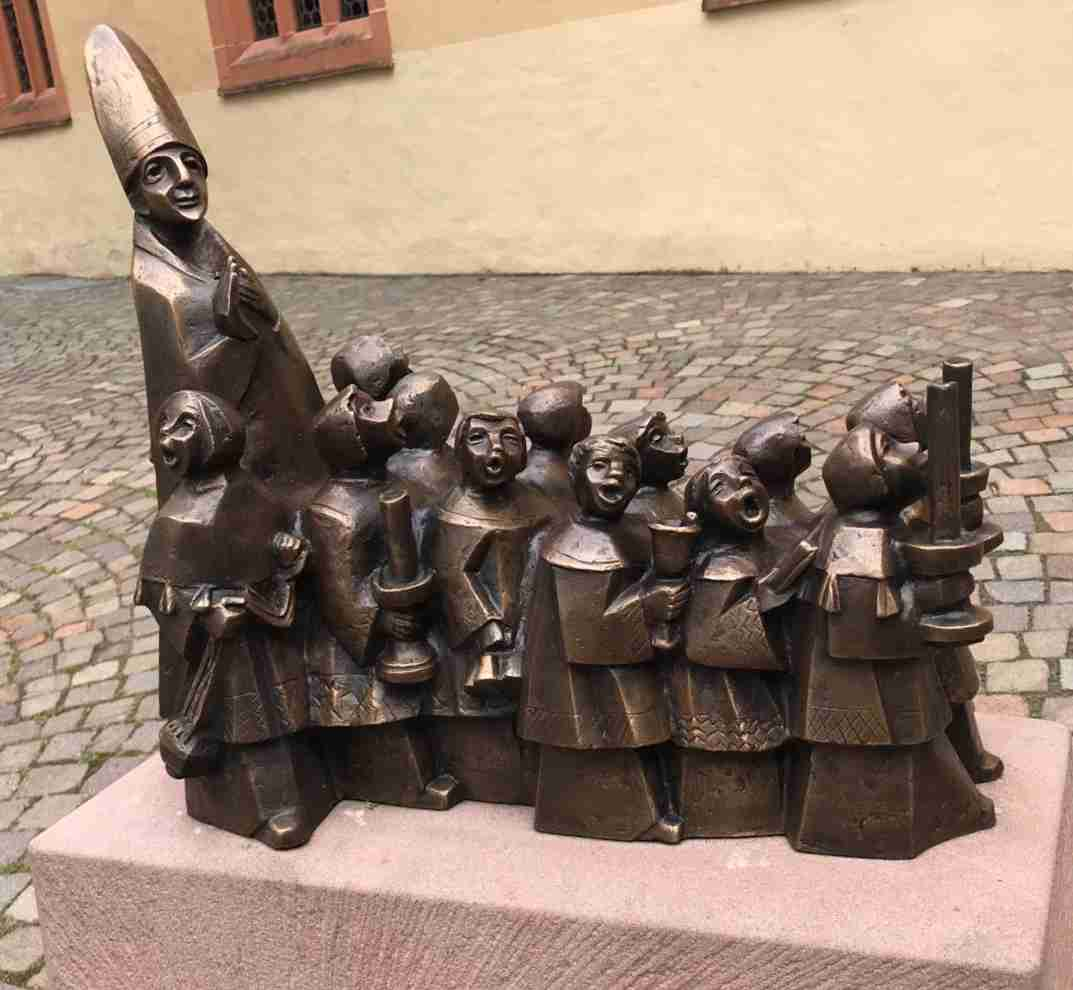
Hoher Besuch - Erinnerung an den Besuch von Weihbischof J. Kapp (langjähriger Pfarrer von St. Martin) in Bad Orb, Künstler Hans Prasch

- Richard Zentgraf (1881–1936), katholischer Priester, Rektor der Lateinschule, verfasste mehrere Bücher zur Geschichte Bad Orbs
- Christian Stock (1884–1967), erster gewählter hessischer Ministerpräsident[135]
- Philipp von Baumbach, (1860, Kassel – 1911, Breslau), Landrat von Gelnhausen (1894–1902), später Regierungspräsident in Breslau. Er ließ 1902 eine plötzlich in der Nähe des Untertors in Orb hervortretende Quelle fassen, die später nach ihm „Philippsquelle“ genannt wurde. Von Baumbach ist auch Ehrenbürger von Gelnhausen.[136]
- Aenne Brötje, geb. Koch (1903–1990), Ur-Ur-Enkelin des Apothekers und Begründers der Badeanstalt in Orb, Franz Leopold Koch. Sie bekam 1987 als erste und bisher einzige Frau die Ehrenbürgerwürde der Stadt Bad Orb.
- Josef Engel (1909, Bad Orb–1992), Verwaltungsangestellter, Heimatforscher, viele Initiativen im Vereinswesen gehen auf Engel zurück; er war Autor zahlreicher Veröffentlichungen zur Geschichte der Stadt Bad Orb und ihrer Persönlichkeiten.[137] Ein Platz vor dem Haus der Vereine trägt den Namen „Josef-Engel-Anlage“.
- Robert Eckert (1924–2012), langjähriger Leiter des Orber Stadtmuseums, ehemals Vorsitzender des Geschichtsvereins, Träger des Bundesverdienstkreuzes
- Hans Prasch (1925–1999), Bildhauer, Kulturpreisträger des Main-Kinzig-Kreises 1985. Er war Schöpfer vieler Plastiken in Bad Orb, darunter: Die Tauzieher, am Salinenplatz, Peter von Orb, vor der Volksbank, Der Sälzer, am Aufgang zur Burg, Der Ausrufer, am Salinenplatz, Hoher Besuch, vor der Martinskirche, Der Jubiläumsbrunnen, am Solplatz, … und Weitere. Prasch war verbunden mit allen Künstlern seiner Zeit in Bad Orb und über die Künstlervereinigungen darüber hinaus, wie Dan Hauenstein, Magnus Manz und vielen Anderen-[138]
- Herbert Heim (1933–2011), Arzt
- Carlos Krause (* 1936), Kammersänger, Kulturpreisträger des Main-Kinzig-Kreises 2004
- Ulrich Freund (* 1936), Dipl.-Sozialpädagoge, Psychotherapeut, Mitinhaber der Reha-Kliniken Küppelsmühle[139]
- Wolfgang Larbig, Arzt (Gynäkologe)

### Söhne und Töchter der Stadt
- Johannes Beusler (um 1498–1581), Jurist, bischöflicher Rat, Professor und Universitätsrektor, Mäzen
- Adam Huth (1696–1771), deutscher Jesuit, Theologe und Kirchenrechtler
- Johann Baptist Quanz (1741–1822), katholischer Priester, auch hoher Würdenträger beim Erzbischöflichen Amt und Wohltäter; er stiftete u. a. einen Fonds für die Armen der Stadt.[140] Ein Epitaph im Turm der St. Martinskirche und ein Ehrengrabmal am Friedhof erinnern an ihn ebenso, wie die noch bestehende Stiftung.
- Johann Adam Rieger (1753 (Orb) - 1831 (Fulda)) Theologe, Hofprediger am Hofe des Landgrafen Friedrich zu Kassel, später Pfarrer in Kassel, wurde im Alter von 76 Jahren, 1829 zum 1. bürgerlichen Bischof des Bistums Fulda gewählt.[141]
- Ignatz Schopp (1797–1873), Bäckermeister, Gastwirt, später Bayerischer Landtagsabgeordneter (um 1848–1855).[142][143]
- Johann Büttel (1831–1910) war königlich Bayerischer Bezirkstierarzt; als weiterer Heimatforscher, nach Franz Nikolaus Wolf, der die Geschichte seiner Heimatstadt recherchiert und aufgeschrieben hat, und als Philanthrop ist er in die Geschichte der Stadt eingegangen. Die Johann-Büttel-Straße ist nach ihm benannt und die Stadt hält sein Grabmal, auf dem er als: „… großer Freund der Jugend und Förderer ihrer Bildung …“ bezeichnet wird, in Ehren.[144]
- Karl von Braun (1832–1903), deutscher Reichsgerichtsrat. Durch die Verleihung des Verdienstordens der Bayerischen Krone wurde er in den persönlichen Adelstand erhoben.
- Georg Adalbert Huhn (1839–1903), Stadtpfarrer und Prälat in München, Abgeordneter im Bayerischen Landtag.
- Gregor Kraus (1841–1915), Botaniker und Hochschulprofessor; Begründer der Mikroklimatologie
- Heinrich Heßberger (1873–1952), Abgeordneter des Provinziallandtages der Provinz Hessen-Nassau, Arbeiter in einer Zigarrenfabrik. Er war Mitglied der Unabhängigen Sozialdemokratischen Partei Deutschlands.
- Johannes Mühl (1888–1966), Arzt und Abgeordneter des Provinziallandtages der Provinz Hessen-Nassau
- Friedrich Siebert (1906–1987), Dirigent und Komponist
- Richard Kleespies (1913–1990) Orber Mundart- und Heimatdichter. Durch eine Fülle von Gelegenheitsgedichte zu Bad Orb, seiner Natur und den Spessart, den Jahreslauf und Lebensweisheiten „uff Orwerich“ (im Orber Dialekt), belebte und bewahrte er die Mundart seiner Heimatstadt.[145] Sein Gedicht „Moi Orb“ erlangte Kultstatus.[146][147]
- Rudolf-Karl Zahn (1920–2016), Mediziner, Professor für Physiologische Chemie und Lehrstuhlinhaber in Mainz
- Burkhard Oly (1938–2008), Bildhauer und Goldschmied
- Hermann Heim (* 1948), Mundart-Autor, Heimatdichter und -schriftsteller. Bad Orbs jüngere Geschichte und der Orber Dialekt sind zwei von Hermann Heims besonderen Anliegen.[148]
- Peter Dudek (* 1949), deutscher Pädagoge, Universitätsprofessor und Autor
- Barbara Harnischfeger (* 1949), Journalistin und Moderatorin
- Joachim Engel (* 1954), Mathematiker, Statistiker und Hochschullehrer
- Karin Metzler-Müller (1956–2023), Juristin und Hochschullehrerin em., Trägerin des Verdienstkreuzes am Bande des Verdienstordens der Bundesrepublik Deutschland[149]
- Karin Müller (* 1961), politische Beamtin (CDU)
- Markus Rieger-Ladich (* 1967), Erziehungswissenschaftler und Hochschullehrer
- Jörn Steuding (* 1969), Mathematiker und Hochschullehrer
- Daniel Mack (* 1986), Politiker und Kommunikationsberater

### Mit Bad Orb verbundene Persönlichkeiten und Familien

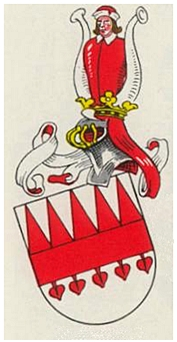
Wappen der Familie Faulhaber von Orb und Wächtersbach

- Siegfried I. (Mainz) erhielt, im Oktober 1064 von König Heinrich IV., als Erzbischof von Mainz und Erzkanzler des Reiches die Siedlung Orb, mit Burg und Salzquellen.[5]
- Die weit verzweigte Familie Faulhaber von Wächtersbach siedelte seit dem 13., und bis ins 17. Jahrhundert, im Raum zwischen Franken und der Wetterau, mit deutlichem Schwerpunkt in Wächtersbach und Orb.[150] Der „Freihof“, ehedem ein Teil der Burganlage von Orb,[151] gehörte der Familie Faulhaber, und auch das aus der Renaissance stammende Epitaph für Johann Adam Faulhaber in der St. Martinskirche in Bad Orb erinnert an die Familie.
- Bechtold Faulhaber (ca. 1377–1437) von Wächtersbach, Sohn von Conrad Faulhaber (um 1350 - nach 1390) und Unbekannt von Karlsbach, wurde 1428 und 1437 mit umfangreichen Gütern in Orb belehnt.[152] Er erlangte 1425 für sein Besitztum, den Freihof in Orb, Steuerfreiheit auf alle Zeit.[153]
- Ewald Faulhaber († 1486) Domherr in Mainz, mit der Position eines Domkantors. Er ist möglicherweise der Stifter des berühmten Tafelbildes des Meisters der Darmstädter Passion, in der Bad Orber Martinskirche.[154] Ein Bild des Stifters erscheint auf einer Tafel.
- Herren von Milchling (um 1576). Die Herren Schutzbar, genannt Milchling, entstammten einer alten oberhessischen Adelsfamilie, die z. B. auch Burgmannen auf den mainzischen Burgen Schönstadt und Mellnau stellten. Sie waren, vermutlich in der Funktion des Amtmannes, am Ausbau der Burg Orb beteiligt.[155]
- Philipp Christoph von und zu Erthal (1689–1748), modernisierte das Orber Salinenwesen durch Auslagerung vor die Stadttore und Einführung moderner Schwarzdorn-Gradierwerke an Stelle der bislang üblichen Strohwände.[156]
- Karl Theodor von Dalberg (1744–1817) Erzbischof von Mainz, förderte die Salzstadt Orb durch Bau der letzten Gradierwerke und der Salinenverwaltungsgebäude (späteres Rathaus). Er führte soziale Maßnahmen zur Linderung der Wohnungsnot (Weiler Friedrichsthal) und zugunsten armer Bürger durch.[157]
- Franz Leopold Koch (1782–1850), Apotheker, Wohltäter, Begründer und Betreiber der ersten Badeanstalt in Orb.
- Wilhelm Hufnagel (1848–1924), Arzt, Wohltäter, Begründer und langjähriger Leiter der Kinderheilanstalt in Bad Orb.
- Dr. Julius Türck (* 26. August 1851 in Barop (Dortmund)), Dr. jur., Landgerichtsrat in Altona (Hamburg), Verfasser des von Georg Wilhelm Henkel vertonten Orber Liedes, Heimatdichter. Im Bremer Grund (Bad Orb) gab es ihm zu Ehren eine Dr. Türck-Schutzhütte. Dr. Türck wird auch als Rhöndichter mit einem 1927 in der Burgruine Auersberg errichteten Denkmal geehrt.
- Arthur von Weinberg (1860–1943), deutscher Chemiker und Industrieller, gemeinsam mit seiner Ehefrau Willemine Huygens war er ein bedeutender Mäzen der Kinderheilanstalt Bad Orb. Nach seiner Ehefrau ist das Willeminenhaus benannt.
- Georg Wilhelm Henkel (1861–1934), Lehrer und Komponist.[158][159] Komponierte das Orb-Lied auf einen Text des Heimatdichters Dr. Julius Türck.
- Franz Josef Scherf (1865–1929), Arzt und Kurdirektor in Bad Orb (1905–1929), Lokalpolitiker und Abgeordneter des Provinziallandtages Kassel (1926–1929). Scherf erreichte für Orb 1909 die Verleihung des Prädikats „Bad“.
- Ludwig Schmank (1876–1955), Lehrer, Konrektor und Kommunalpolitiker, Stadtältester in Bad Orb, auch Mitglied des Kreisausschusses. Als Gegner der NSDAP wurde er 1935 Strafversetzt, kehrte aber bald nach Bad Orb und nach dem Krieg auch wieder in die Politik zurück. Schmank erfuhr viele Ehrungen, wie den Eintrag ins Goldene Buch der Stadt, aber auch „die Umbenennung eines Teiles der Würzburger Straße in Ludwig-Schmank-Straße“.[160]
- Hans Brasch (1882–1973) deutscher Maler und Vertreter des Expressionismus, er stattete das Innere des Empfangsgebäudes des Orber Bahnhofs mit Wandgemälden aus, die großflächig die Jahreszeiten, die Orber Heilquellen und die typischen Berufe der Orber Bürger symbolisch darstellen.
- Oskar Haseneier, katholischer Geistlicher in Orb, später in Oberndorf, Errichter und 1. Rektor der bischöflichen Lateinschule in Orb (1902–1909), Autor der romantischen Schauspiele: „Der Madstein“ und „Peter von Orb“ (1924)[161]
- Alfons Maria Lins (1888–1967), charismatischer Theologe und angesehener katholischer Pfarrer von Bad Orb.
- Dan Hauenstein (1894–1978), Maler und Bildhauer, lebte und wirkte in Bad Orb[162]
- August Gottlieb (* 1896, Hanau – 1968, Bad Orb), Heimatdichter, Autor der Orber Balladen (illustriert von Magnus Manz) und vieler anderer Geschichten, z. T. mit historischen Bezügen zum Dreißigjährigen Krieg.[163]
- Albert Jung (1899–1970), Komponist und Musikdirektor, lebte und wirkte in Bad Orb.[164][165]
- Werner Schulze-Seeger (* 1916, Berlin – 2001, Bad Orb), Schulamtsdirektor, „beschäftigte sich intensiv mit der Geschichte der Orber Salzgewinnung bis zu einem modernen Badeort“.[166] Seine Forschungsergebnisse hat Schulze-Seeger in seinen Büchern „Von der Salzstadt zum Heilbad“ und „Orb – 1300 Jahre Sole und Salz“ zusammengefasst. Er belebte die Altstadtführungen, z. B. durch seine Führung „900 Jahre Bad Orb in 90 Minuten“.
- Magnus Manz (1906–1986), Bildhauer, Grafiker, Zeichner und Lehrer, stammte aus Essen. Nach 1945 lebte und wirkte er in Bad Orb und beeinflusste auch Hans Prasch.[167] Er lieferte u. a. die Illustrationen zu den „Orber Balladen“ von August Gottlieb. Manz war auch Lehrer an der Kunstschule Rödel in Mannheim.[168] In Bad Orb war Manz auch mit Dan Hauenstein befreundet und benutzte „... gelegentlich auch sein Atelier ...“[169]
- Karl Schöning (Ingenieur) (1906–1996), gründete 1946 in Bad Orb die Strassing Bau-GmbH, eine Tief- und Ingenieurbaufirma, die er fast drei Jahrzehnte auch leitete. Die Firma entwickelte sich rasch zum größten Arbeitgeber im Ort und war mit mehreren hundert Mitarbeitern sowie drei Filialbetrieben auch überregional aktiv.[170] Heute hat die Strassing GmbH, zwischenzeitlich unter dem Dach der Mitteldeutschen Hartstein-Industrie AG in Hanau (MHI) tätig, ihren Hauptsitz in Bad Soden-Salmünster und Filialen in Bad Wünnenberg und Erfurt.
- Johannes Kapp (1929–2018), ehemaliger Weihbischof im Bistum Fulda, war Kaplan, Pfarrer und Dechant in Bad Orb
- Helmut Jahn (1936–2013), Maler, lebte in Bad Orb.[171]
- Hilde Heyduck-Huth (* 1929, Nieder-Weisel), Malerin und Kinderbuchillustratorin, lebt und arbeitet in Bad Orb, Kulturpreisträgerin des Main-Kinzig-Kreises 2012 im Fach Malerei/Grafik,[172][173] vielfache Teilnahme an der Kunstausstellung „Dialog der Elemente“ in Bad Orb.
- Christof Heyduck (* 1927, Breslau), Maler, lebt und arbeitet in Bad Orb, Kulturpreisträger des Main-Kinzig-Kreises 2012 im Fach Malerei/Grafik,[172][173] vielfacher Teilnehmer an der Kunstausstellung „Dialog der Elemente“ in Bad Orb, freier Bühnenbildner für Theater und Fernsehen im In- und Ausland.
- Rudolf Hofmann (1939 in Marburg, 2014, in Fulda), war 27 Jahre lang Pfarrer von Bad Orb, auch 25 Jahre lang Kolping-Bezirkspräses und fast 2 Jahrzehnte Dechant des Dekanats Bad Orb, später übernahm er diverse Ämter im Bischöflichen Generalvikariat Fulda. Papst Johannes Paul II. verlieh Hofmann 2003 den Titel eines päpstlichen Ehrenprälaten.[174] In Bad Orb ist Pfarrer Hofmann besonders in Erinnerung geblieben, wegen der Renovierung und Erweiterung der Martinskirche und nach der Brandkatastrophe, wegen des raschen und gelungenen Wiederaufbaues der Pfarrkirche. Die Pfarrer-Rudolf-Hofmann-Straße am Lauzenberg erinnert an ihn.
- Jaroslav Bilik (* 26. Oktober 1945 in der Slowakei) Musikdirektor. Er studierte Geige am Konservatorium in Bratislava, war Mitbegründer des Bratislava String Quartetts, seit 1987 in Bad Orb als 1. Konzertmeister unter Horst Welter, 1995 sein Nachfolger als Musikdirektor, ebenso Leiter des Südhessischen Kammerorchesters, wie des Orchesters der Opernakademie.[175]
- Christian Paschold, (1949–2021) Bildhauer, Schöpfer der Statue von Apotheker Franz Leopold Koch vor der Kreissparkasse (2002) und der Bronzeplastiken „Altes Paar“, im Kurpark in Bad Orb (2002).